# El Cairo
El Cairo (en árabe: القاهرة‎ Al-Qāhira, pronunciado /ælˈqɑːhɪɾɑ/ⓘ «la fuerte», «la victoriosa») es la capital de Egipto y de su gobernación (muhafazah o provincia). Es la mayor ciudad del mundo árabe, la mayor región metropolitana de Oriente Próximo (y segunda ciudad después de Teherán) y segunda región metropolitana de África en extensión y tamaño de población (tercera a nivel de ciudad). Los egipcios —sobre todo los conciudadanos de la capital— la denominan a menudo Miṣr (nombre del país en árabe), o en dialecto egipcio, Maṣr.
Su área metropolitana incluye una población aproximada de unos 16 millones de habitantes, convirtiendo a El Cairo en la undécima urbe más poblada del mundo. Es, también, el área metropolitana más poblada de todo el continente africano. Es conocida por los egipcios como la "madre de todas ciudades" y la "ciudad de los mil minaretes". También figura junto con Teherán, Estambul, Karachi, Damasco, Bagdad, Kuala Lumpur, Alejandría, La Meca, Casablanca y Yakarta como una de las urbes más importantes del mundo islámico. 
Fue fundada en el año 116 d. C., en lo que hoy en día se conoce como Viejo Cairo, cuando los romanos reconstruyeron una antigua fortaleza persa junto al río Nilo. Antes de su fundación, Menfis u otras ciudades eran la capital del imperio faraónico. El nombre actual se debe a los fatimíes, que bautizaron la ciudad con el nombre de Al-Qahira. Tras diversas invasiones como la de los mamelucos, otomanos, Napoleón y los británicos, El Cairo se convirtió en capital soberana en 1952.
El Cairo está ubicada en las riberas e islas del río Nilo, al sur del delta. Hacia el sudoeste se encuentra la ciudad de Guiza y la antigua necrópolis de Menfis, con la meseta de Guiza y sus monumentales pirámides, como la Gran Pirámide. Al sur se encuentra el lugar donde se edificó la antigua ciudad de Menfis.

## Historia

Mapa del Nilo en el que aparece, en el extremo sur de su delta, El Cairo

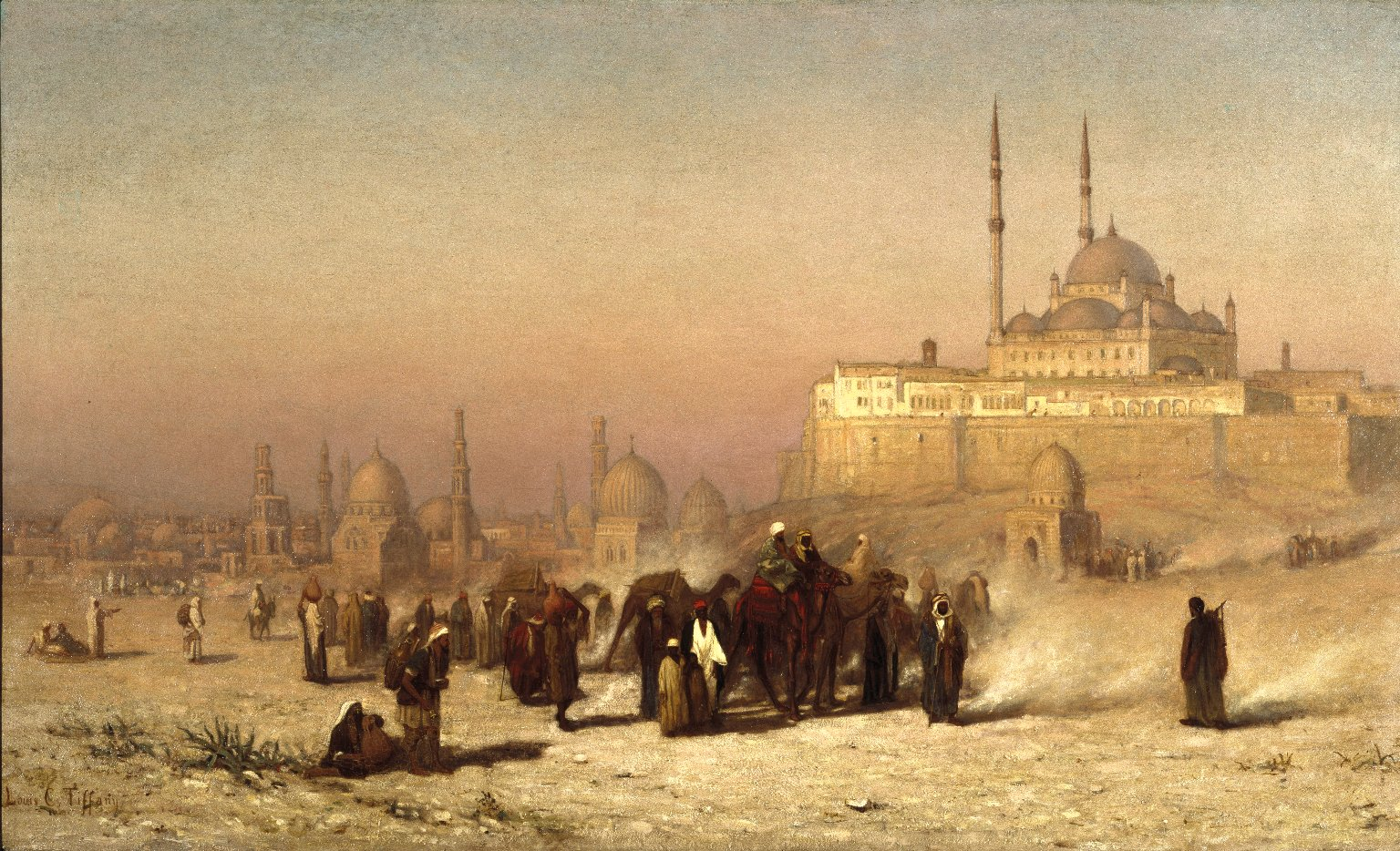
Viejo y nuevo Cairo: la Ciudadela y las tumbas de los mamelucos

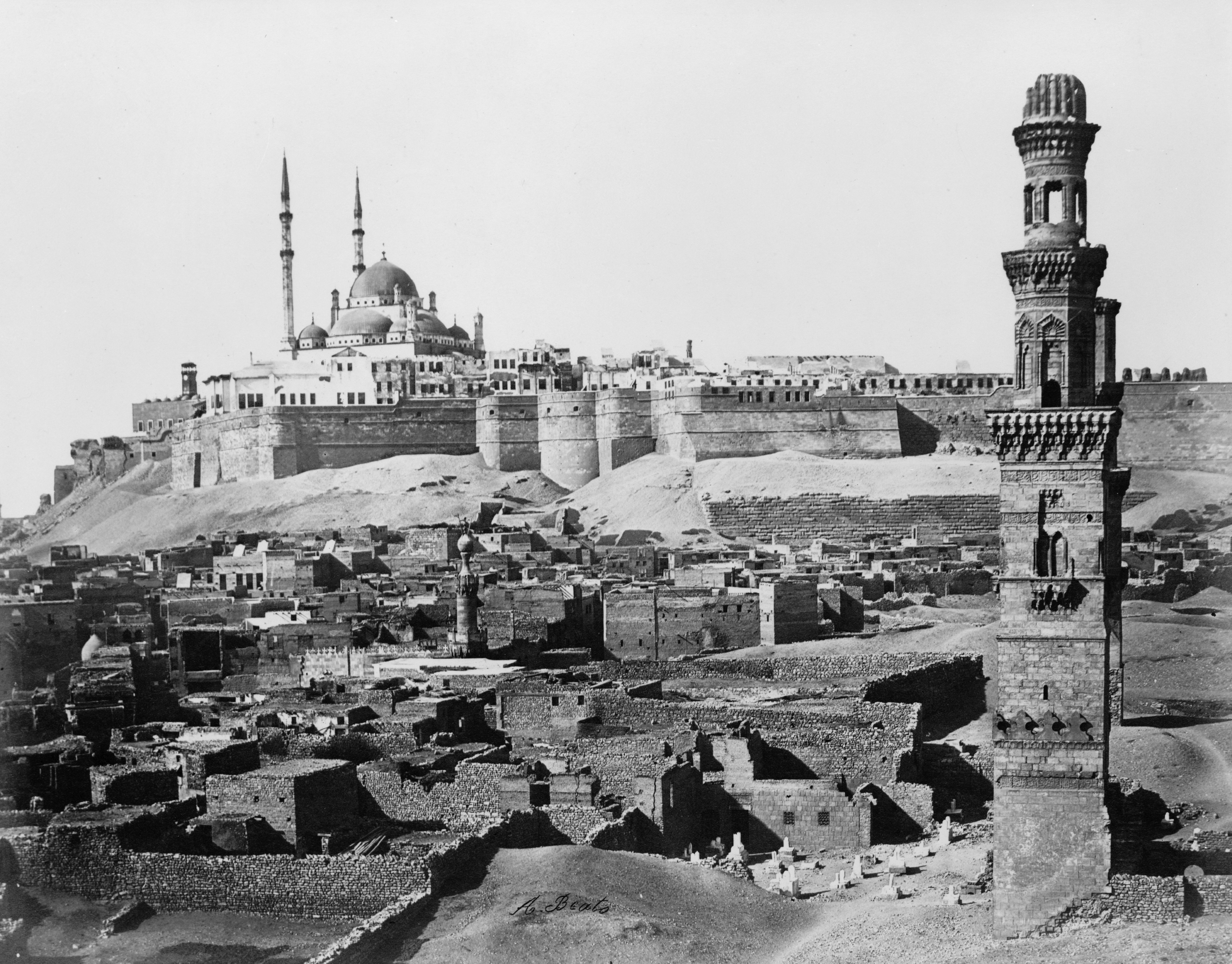
La ciudadela de Saladino en una foto de finales del

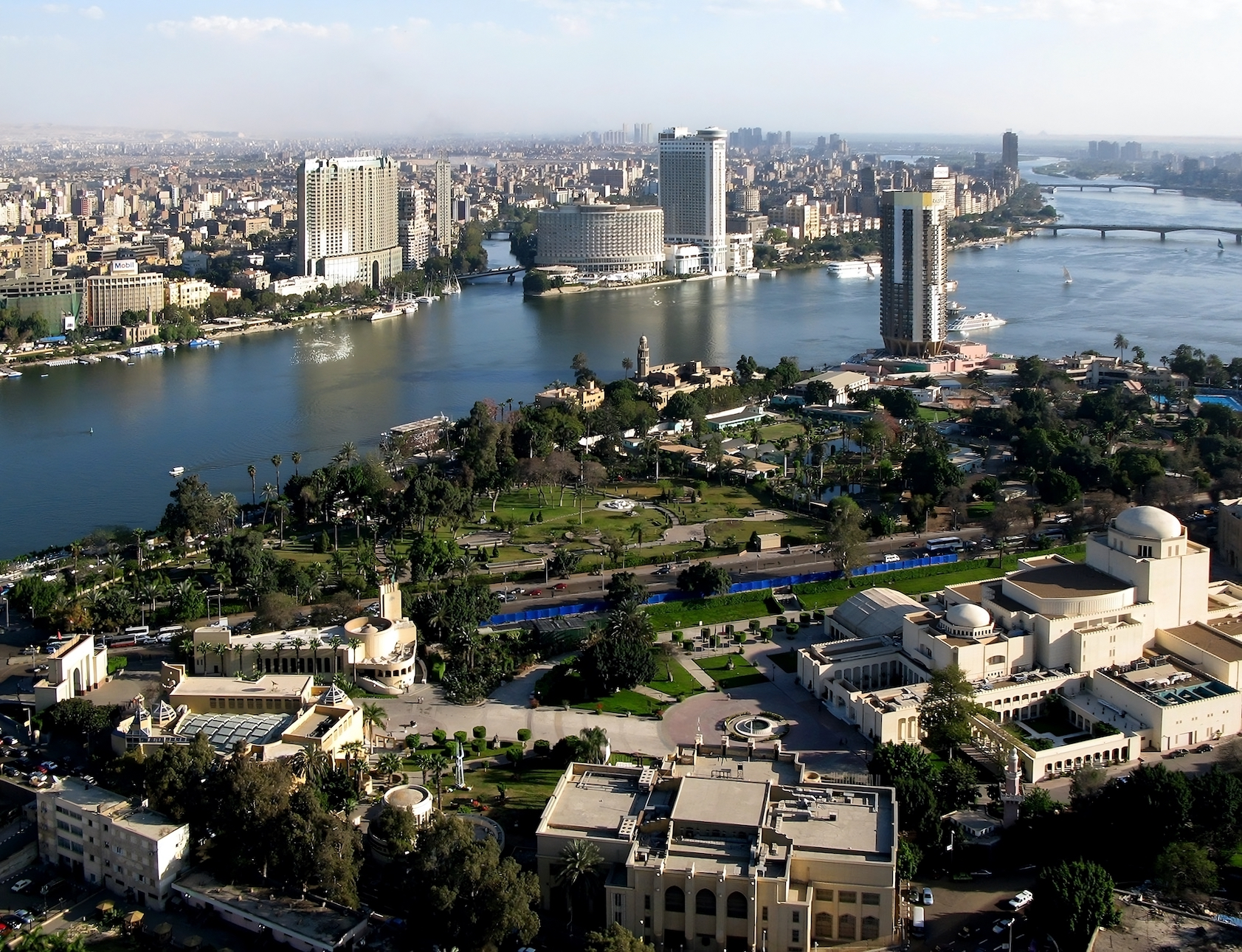
El río Nilo a su paso por El Cairo

### Fundación y expansión
Situada a 14 km de Heliópolis junto al río Nilo, los romanos establecieron una fortaleza y la ciudad actual tiene su base en cuatro construcciones sucesivas musulmanas. Al-Fustat (El Campamento, en árabe: الفسطاط) también llamado Fustat y Misr al-Fustat, fue el núcleo original y la primera capital del Egipto árabe. Fue construido entre la fortaleza romana y el río por el general Amr ibn al-As inmediatamente después de la conquista musulmana de Egipto en el año 641, fortificándola y construyendo en ella la mezquita de Amr, la primera erigida en Egipto y en África. Fue el centro administrativo de Egipto desde el que se impuso el uso del árabe como lengua administrativa e impuestos especiales a cristianos y judíos, hasta que la ciudad fue quemada por el visir Shawar en 1168 para evitar que cayese en manos de los invasores cruzados. Forma parte del llamado Cairo antiguo.
Suleimán, gobernador de Egipto por delegación de los abasíes, fundó junto a Al-Fustat la ciudad de Al-Askar (El Ejército), como asentamiento militar. En esta parte de la ciudad se levantó el palacio de gobierno. Ahmad ibn Tulun edificó la fortaleza Al-Qatta'i, con su correspondiente palacio y mezquita, en lo que actualmente es el barrio de Tulun. De esta ciudad solo ha llegado a nuestros días la mezquita que lleva su nombre.
El Cairo, Al-Qahira (القاهرة) 'La Triunfante', fue fundada por el fatimí Jawhar Al-Saqli, en 972, al norte de los palacios y abarcando al-Askar y Al-Qatta'i, y allí se construyó la mezquita de Al-Azhar, la primera universidad de la historia. Esta ciudad se convirtió en el centro urbano con los años, aunque al principio del Califato Fatimí Al-Fustat siguió siendo la capital.
En 1176 Saladino (Salah al-Din) construyó la ciudadela para fortificar la ciudad, ampliándola y sustituyendo las viejas murallas por otras de piedra. Este recinto fortificado separa la ciudad vieja de la nueva creada por Ismael Bajá.
La ciudad creció hacia el oeste y el sur, con la ciudadela como centro administrativo. La construcción de palacios y mezquitas atraía a gran número de artesanos y comerciantes, con lo que El Cairo se convirtió en una próspera ciudad con cientos de mezquitas, madrasas, baños públicos y otros edificios, así como gran número de fuentes. En 1382 el emir mameluco Djaharks El-Jalili construyó un albergue para viajeros (caravanserai) que llevó su nombre y que se convirtió en un importante foco económico.
Los mamelucos reinaron desde el 2 de mayo de 1250, y expulsaron a mongoles y cruzados. En su época, El Cairo sufrió una epidemia de peste en 1348, y los negocios entre Egipto y Europa fomentados por Vasco de Gama paralizaron el crecimiento de la ciudad y trajo el declive de Al-Fustat como puerto, desviándose el comercio a los puertos del Mediterráneo.

### Edades moderna y contemporánea
En 1517 los otomanos ocuparon Egipto y lo retuvieron hasta 1798, pero manteniendo una relativa autonomía: Al-Qahira se convirtió en un centro internacional del comercio del café, y la universidad de Al-Azhar, en el referente intelectual del mundo islámico.
Tras el breve paso de Napoleón, Mehmet Alí (1805-49) comenzó la industrialización urbana: en 1816 se levantó en ella la primera fábrica textil, y en 1831 una de papel; también modernizó las infraestructuras, construyendo el canal Mahmudiyah que la une con Alejandría. En 1854 se inauguró el ferrocarril de Alejandría a El Cairo.
El jedive Ismail Pasha (1863-79) acometió una remodelación urbanística total: trazó un plan urbanístico de tipo ortogonal, saneó las zonas pantanosas y construyó nuevos barrios residenciales junto al Nilo; coincidiendo con la inauguración del canal de Suez, abrió las puertas de nuevos edificios como el palacio de Al-Qubba y el teatro de la ópera, con lo que la antigua Al-Qahira se convirtió en una ciudad de gentes de pocos recursos económicos ya que la élite se instaló en la nueva urbe. Entre 1882 y 1937 la población creció un 250 %, sobre todo debido al éxodo rural.
Durante el dominio británico, prosiguió la modernización de la ciudad, por ejemplo con la instalación del telégrafo en 1903 y la prolongación del ferrocarril hacia el sur.
La independencia proclamada en 1922 la convirtió en capital de Egipto, que fue cuartel general del mando británico durante la Segunda Guerra Mundial; entre 1958 y 1961 fue la capital de la República Árabe Unida y es también la sede de la Liga de Estados Árabes.
La ciudad fue escenario en febrero de 2011 de las conocidas como "protestas de Egipto de 2011".
En marzo de 2015 el Gobierno de Egipto hizo público que plantea la construcción de un Nuevo Cairo para ser capital del país.

## Geografía
El Cairo está ubicada en las riberas e islas del río Nilo, al sur del delta. Hacia el sudoeste se encuentra la ciudad de Guiza y la antigua necrópolis de Menfis, con la meseta de Guiza y sus monumentales pirámides, como la Gran Pirámide. Al sur se encuentra el lugar donde se edificó la antigua ciudad de Menfis.
Según la Organización Mundial de la Salud, el nivel de contaminación atmosférica en El Cairo es casi doce veces superior al nivel de seguridad recomendado.

### Clima

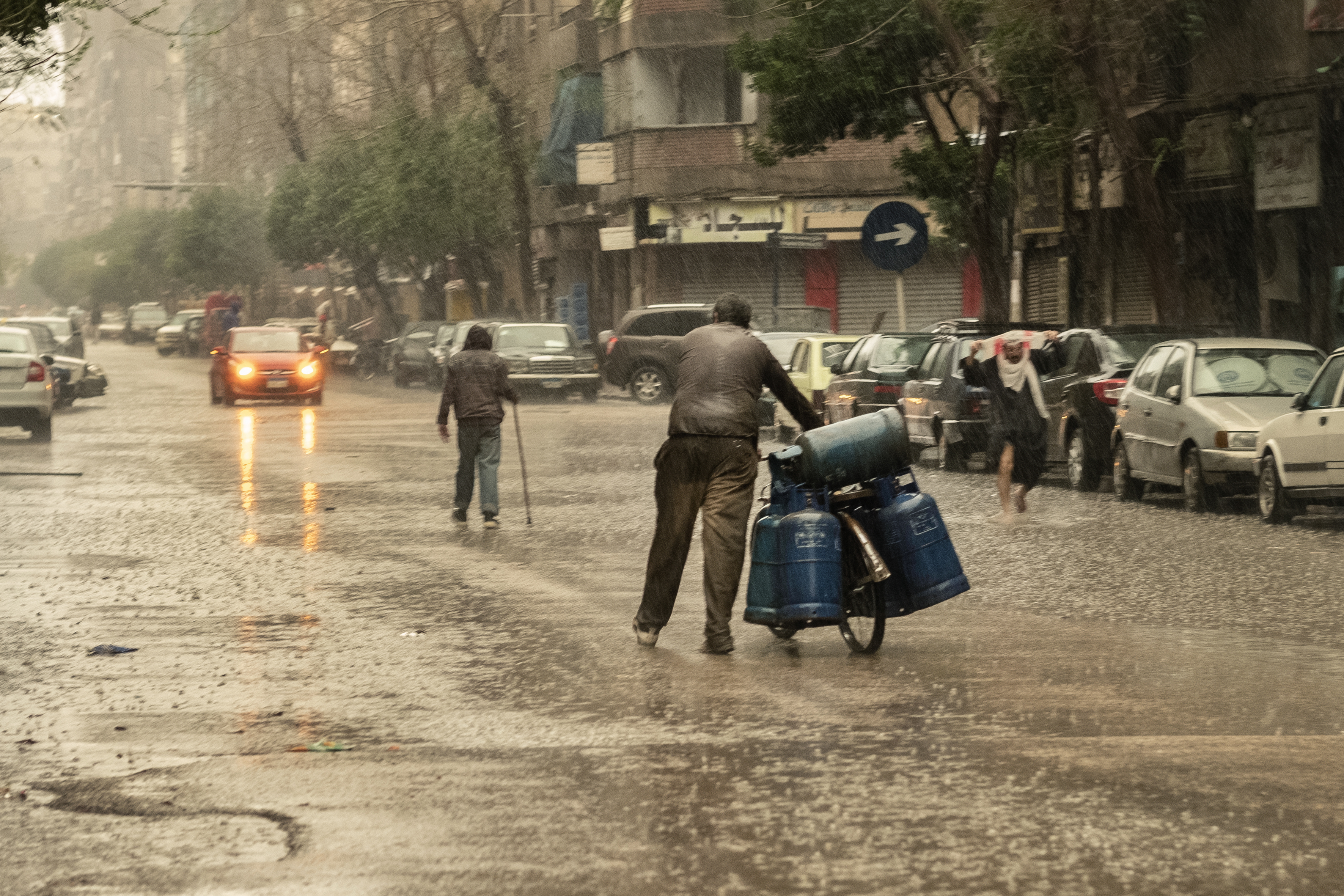
Lluvia en marzo de 2020

En la ciudad, y a lo largo del valle del río Nilo, el clima es desértico (BWh de acuerdo al sistema de Clasificación climática de Köppen), pero a menudo con alta humedad debido a los efectos del valle del río. Las tormentas de viento pueden ser frecuentes, trayendo polvo del Sahara a la ciudad durante los meses de marzo y abril (ver Chamsin). Las temperaturas más altas en invierno oscilan entre 19 °C y 29 °C (66-84 °F), mientras que en las noches caen por debajo de 11 °C (52 °F), a menudo a 5 °C (41 °F). En verano, las máximas rara vez superan los 40 °C (104 °F), y las mínimas descienden a unos 20 °C (68 °F). Las precipitaciones son escasas y sólo ocurren en los meses más fríos, pero las lluvias repentinas causan duras inundaciones. Las nevadas son muy raras; una pequeña cantidad de granizo, que se cree fue nieve, cayó en los suburbios orientales de El Cairo el 13 de diciembre de 2013, fue la primera vez que el área de El Cairo recibió este tipo de precipitación en 112 años.
| Parámetros climáticos promedio de El Cairo | Parámetros climáticos promedio de El Cairo | Parámetros climáticos promedio de El Cairo | Parámetros climáticos promedio de El Cairo | Parámetros climáticos promedio de El Cairo | Parámetros climáticos promedio de El Cairo | Parámetros climáticos promedio de El Cairo | Parámetros climáticos promedio de El Cairo | Parámetros climáticos promedio de El Cairo | Parámetros climáticos promedio de El Cairo | Parámetros climáticos promedio de El Cairo | Parámetros climáticos promedio de El Cairo | Parámetros climáticos promedio de El Cairo | Parámetros climáticos promedio de El Cairo |
| Mes                                        | Ene.                                       | Feb.                                       | Mar.                                       | Abr.                                       | May.                                       | Jun.                                       | Jul.                                       | Ago.                                       | Sep.                                       | Oct.                                       | Nov.                                       | Dic.                                       | Anual                                      |
| ------------------------------------------ | ------------------------------------------ | ------------------------------------------ | ------------------------------------------ | ------------------------------------------ | ------------------------------------------ | ------------------------------------------ | ------------------------------------------ | ------------------------------------------ | ------------------------------------------ | ------------------------------------------ | ------------------------------------------ | ------------------------------------------ | ------------------------------------------ |
| Temp. máx. abs. (°C)                       | 31.0                                       | 34.2                                       | 37.9                                       | 43.2                                       | 47.8                                       | 46.4                                       | 42.6                                       | 43.4                                       | 43.7                                       | 41.0                                       | 37.4                                       | 30.2                                       | 47.8                                       |
| Temp. máx. media (°C)                      | 18.9                                       | 20.4                                       | 23.5                                       | 28.5                                       | 32.0                                       | 33.9                                       | 34.7                                       | 34.2                                       | 32.6                                       | 29.2                                       | 24.8                                       | 20.3                                       | 27.7                                       |
| Temp. media (°C)                           | 14.0                                       | 15.1                                       | 17.6                                       | 21.5                                       | 24.9                                       | 27.0                                       | 28.4                                       | 28.2                                       | 26.6                                       | 23.3                                       | 17.4                                       | 14.1                                       | 21.8                                       |
| Temp. mín. media (°C)                      | 9                                          | 9.7                                        | 11.6                                       | 14.6                                       | 17.7                                       | 20.1                                       | 22.0                                       | 22.1                                       | 20.5                                       | 17.4                                       | 14.1                                       | 10.4                                       | 15.8                                       |
| Temp. mín. abs. (°C)                       | 1.2                                        | 3.6                                        | 5.0                                        | 7.6                                        | 12.3                                       | 16.0                                       | 18.2                                       | 19.0                                       | 14.5                                       | 12.3                                       | 5.2                                        | 3                                          | 1.2                                        |
| Precipitación total (mm)                   | 5                                          | 3.8                                        | 3.8                                        | 1.1                                        | 0.5                                        | 0.1                                        | 0                                          | 0                                          | 0                                          | 0.7                                        | 3.8                                        | 5.9                                        | 24.7                                       |
| Días de precipitaciones (≥ 0.5 mm)         | 3.5                                        | 2.7                                        | 1.9                                        | 0.9                                        | 0.5                                        | 0.1                                        | 0                                          | 0                                          | 0                                          | 0.5                                        | 1.3                                        | 2.8                                        | 14.2                                       |
| Horas de sol                               | 213                                        | 234                                        | 269                                        | 291                                        | 324                                        | 357                                        | 363                                        | 351                                        | 311                                        | 292                                        | 248                                        | 198                                        | 3451                                       |
| Humedad relativa (%)                       | 59                                         | 54                                         | 53                                         | 47                                         | 46                                         | 49                                         | 58                                         | 61                                         | 60                                         | 60                                         | 61                                         | 61                                         | 56                                         |
| [cita requerida]                           |                                            |                                            |                                            |                                            |                                            |                                            |                                            |                                            |                                            |                                            |                                            |                                            |                                            |

Su población es de 6 789 479 habitantes (2006) en el término municipal de la ciudad; con 15 502 478 habitantes en el área de aglomeración urbana (datos de 1 de enero de 2005), es la mayor metrópoli de África. En Egipto no existe el registro obligatorio, por lo que las cifras indicadas son cálculos a partir del censo de población. Según estimaciones no oficiales de finales de 2006, se podría partir de unos 25 millones de habitantes en el área metropolitana, lo que supondría un tercio de toda la población de Egipto. La numerosa comunidad cristiana (alrededor del 10 %) tiene una fuerte presencia en la vida de la ciudad.

## Economía

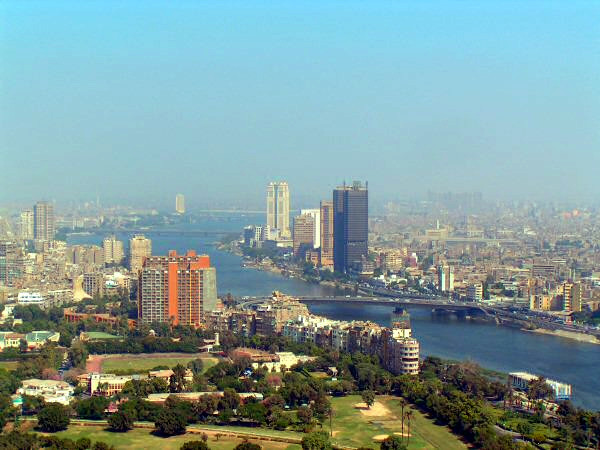
Vista de El Cairo.

Es en todos los sentidos el centro económico de Egipto desde su fundación en el año 969, aunque en esa época era Fustat, ahora absorbida por El Cairo. Un quinto de la población total de Egipto reside en su área metropolitana, por lo que la mayoría del comercio nacional se genera o pasa por allí. Esto ha provocado un rápido crecimiento: uno de cada diez edificios tiene menos de quince años.
Este gran crecimiento sobrecargó hasta hace poco sus servicios públicos. Las carreteras, la de electricidad, el teléfono y la red de saneamiento se le quedaron enseguida pequeños. Diversos analistas que estudiaron los cambios denominaron este proceso como una "hiperurbanización".

## Barrios
La ciudad actual se divide en grandes barrios o zonas residenciales:

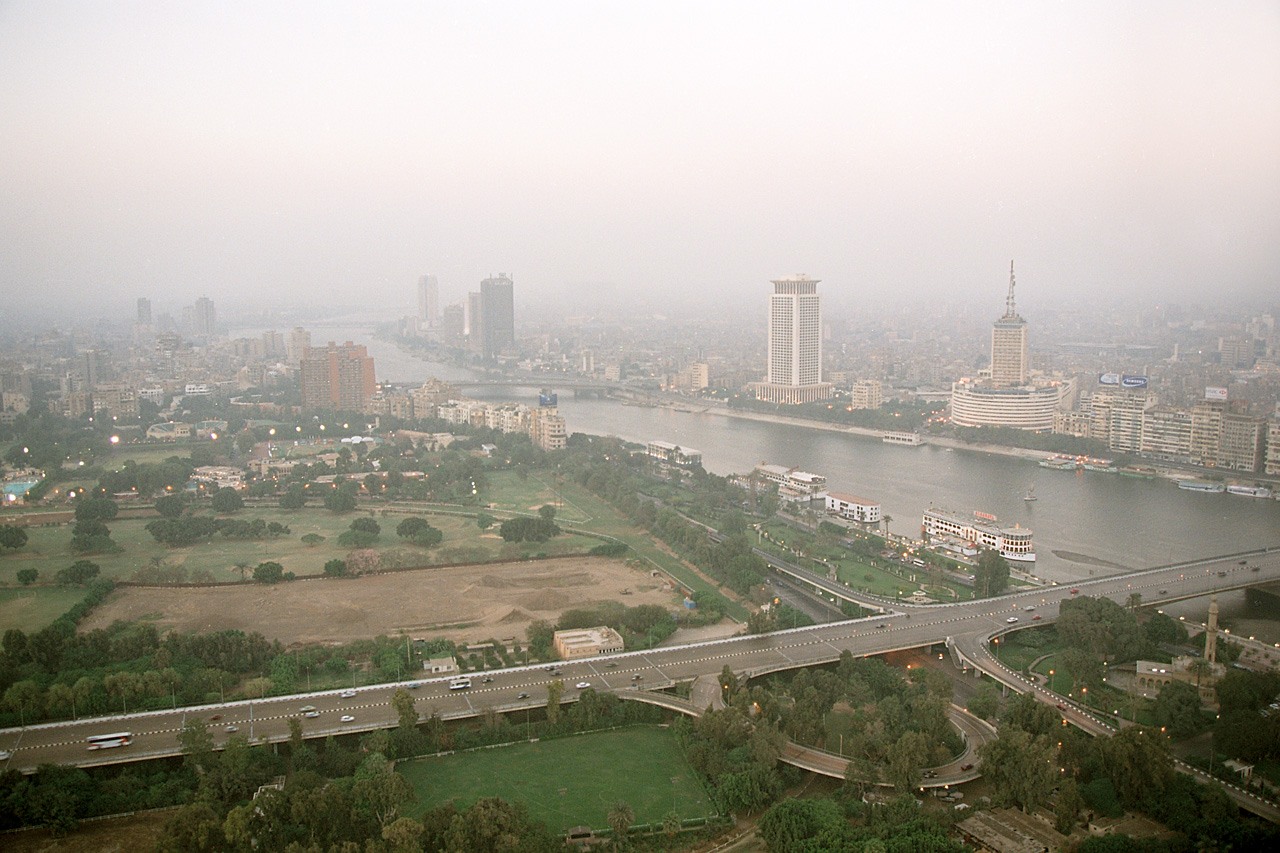
Barrio de Zamalek y los puentes que la conectan con la ciudad.

- Midan Tahrir: el centro de la ciudad moderna
- Centro Comercial
- Ciudad Jardín
- Midan Ramses, donde se encuentra la estación de ferrocarril, Mahattat Ramses.
- Midan Ataba: el centro de la ciudad.
- Cairo Islámico: el centro de El Cairo histórico; en él se encuentran La Ciudadela, Jan el Jalili y la mayoría de las antiguas mezquitas, así como la ciudad de los muertos.
- Cairo Antiguo: incluye el Barrio Copto.
- Mohandesin: construido sobre las huertas del Nilo entre 1950 y 1960.
- Gezira: en la parte sur de la isla principal del río.
- Zamalek: en la parte norte de la isla principal, urbanizado a principios del siglo XX.
- Guiza: al oeste de la ciudad, en sus cercanías están las pirámides.
- Heliopolis: zona residencial y comercial, junto a ella está el aeropuerto internacional. Fue construida a principios del siglo XX sobre el desierto.
- Nasr: nueva zona residencial junto al aeropuerto, construido en la década de 1970 como barrio militar y demasiado político.

## Organización política
Tiene estatuto de gobernación (muhafazah) con un gobernador al frente que es nombrado por el presidente de Egipto. El Cairo es el centro político, económico y cultural de Egipto y de Oriente Próximo. Es sede del gobierno egipcio, del Parlamento (Majlis al-Sha'b), de todos los organismos estatales y religiosos centrales y de numerosas representaciones diplomáticas.

## Cultura

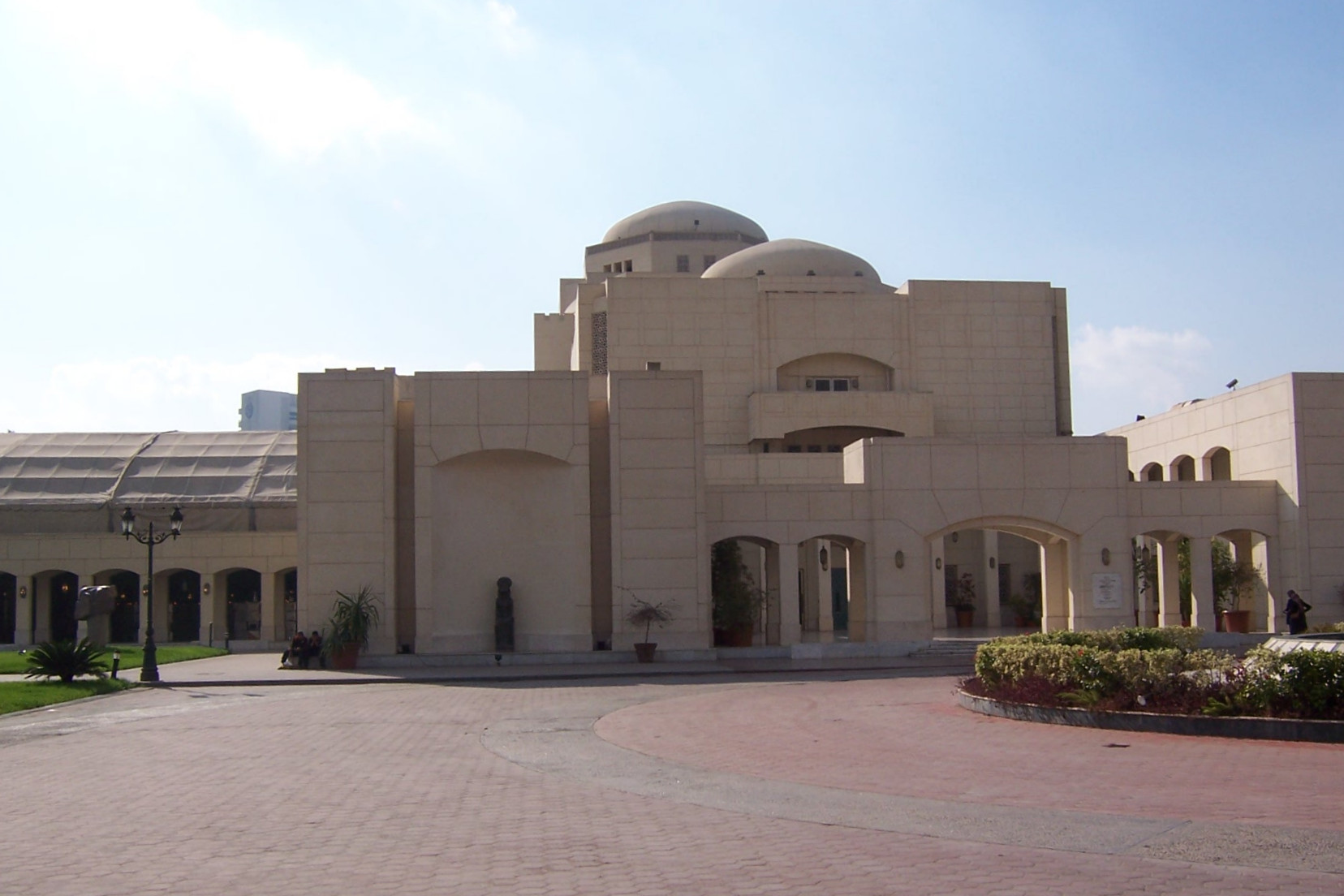
El nuevo edificio de la Ópera de El Cairo.

Cuenta con numerosas universidades, teatros, monumentos y museos: el más importante es el Museo Egipcio, situado en la plaza Tahrir y que alberga la mayor colección del mundo de objetos del antiguo Egipto. Actualmente se está planteando su traslado a un edificio mayor, erigido en la zona de Guiza.
El epicentro de la vida cultural cairota se encuentra en el Centro Cultural Nacional, un complejo de edificios culturales dedicados al teatro, danza, ópera y música, situado en la isla de Gezira. En este centro destaca La Ópera de El Cairo, inaugurada en 1988 por el presidente Hosni Mubarak y que albergó un concierto de la Orquesta Filarmónica Real londinense en enero de 2007 en su primera actuación en Oriente Medio y África. La música clásica suele ser la predominante en la Ópera de la ciudad, aunque también es fácil disfrutar de música clásica árabe, aunque ésta goza de mayor difusión en el Instituto de Música Árabe, localizado en Ramsis Street. Una cita obligada para la música en la ciudad es el Festival de Música Árabe, que se celebra a principios del mes de noviembre en la Ópera de El Cairo. En dicho complejo cultural se dan otros seis teatros y auditorios. La actual Ópera sustituyó a la Ópera Khedivial, o también conocida como la Ópera Real, edificio que se levantó en 1869 y que se mantuvo activo hasta 1971.
Los espectáculos de danza folclórica suelen representarse en la Ópera mediante la Compañía de Ballet de El Cairo, y sobre todo en los hoteles más importantes de la ciudad. También es un acontecimiento notable en la agenda de la danza cairota la cita anual con el Ballet Bolshoi. La danza del vientre o la danza sufí, más conocida en el mundo occidental como la danza de los derviches giratorios, son dos de los bailes más populares en la ciudad.

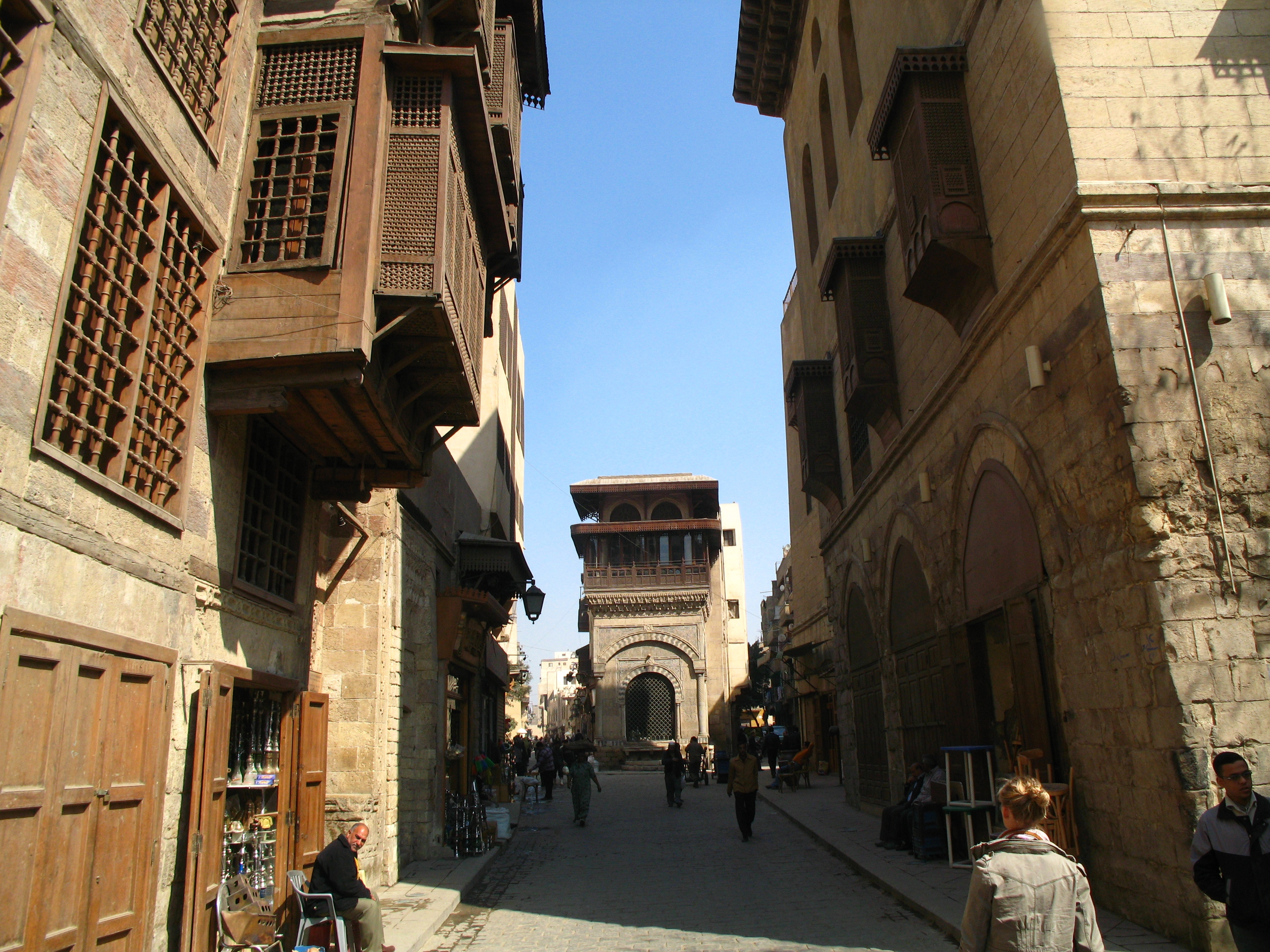
Una calle del viejo Cairo islámico, con la típica arquitectura islámica.

Uno de los acontecimientos culturales más importantes de la ciudad es el Festival Internacional de El Cairo, que reúne cientos de películas de varios países durante el mes de diciembre, convirtiéndose en uno de los festivales cinematográficos más importantes del mundo. El Cairo, anteriormente conocido como el "Hollywood de Oriente", perdió el estatus de capital cinematográfica de Oriente en favor del Bollywood hindú. La censura sigue siendo, aún hoy en día, habitual en el festival pese a que ha reunido, desde su creación en 1976, a superestrellas como John Malkovich, Nicholas Cage, Morgan Freeman, Bud Spencer, Gina Lollobrigida, Ornella Muti, Sophia Loren, Elizabeth Taylor, Oliver Stone o Catherine Deneuve.
Los cines cairotas albergan, en su gran mayoría, superproducciones de Hollywood con subtítulos en árabe. Las producciones locales disfrutan también de éxito en la población de El Cairo. Estas películas suelen ser rodadas en los grandes estudios situados en Misr o Al-Ahram, muy próximos ambos a las pirámides de Guiza. El cine independiente nacional es aún poco popular entre los cairotas, y es que sólo los cines Good News Grand Hyatt y Ramses Hilton proyectan este tipo de cine.
En la escena literaria, destaca sobremanera Naguib Mahfuz, Premio Nobel de Literatura en 1988, cuya "Trilogía de El Cairo" es la obra que lo encumbró. El escritor logró un gran éxito entre la crítica local tras las primeras ediciones en 1956 y 1957, pero más aún cuando fueron traducidas al inglés en 1990. Sin embargo, y pese al éxito y fama literaria que otorgó a la ciudad, el célebre escritor fue apuñalado en 1994 por fundamentalistas. Y es que fue objeto de ira y de las presiones de los integristas que lo acusaron de blasfemar contra el mundo musulmán. Falleció en 2006 como consecuencia de una úlcera sangrante.
Otra figura fundamental de la escritura cairota es Nawal al-Sa'dawi, quien fundó la Asociación de Solidaridad de Mujeres Árabes y escribió extensamente sobre la sociedad árabe. Al igual que su colega Mahfuz, Al-Sa'dawi fue duramente criticada y perseguida por los extremistas islámicos, forzando su marcha a Estados Unidos, donde ha impartido clases en diversas universidades. Llegó a ser encarcelada durante el régimen de Sadat.
Algunas de las fechas y acontecimientos más importantes dentro del panorama cultural cairota son la Feria del libro, durante el mes de enero en la Feria de Exposiciones de El Cairo; el Festival Internacional de la Canción de El Cairo en agosto o el Festival de Teatro Experimental en septiembre.

### Museo Egipcio

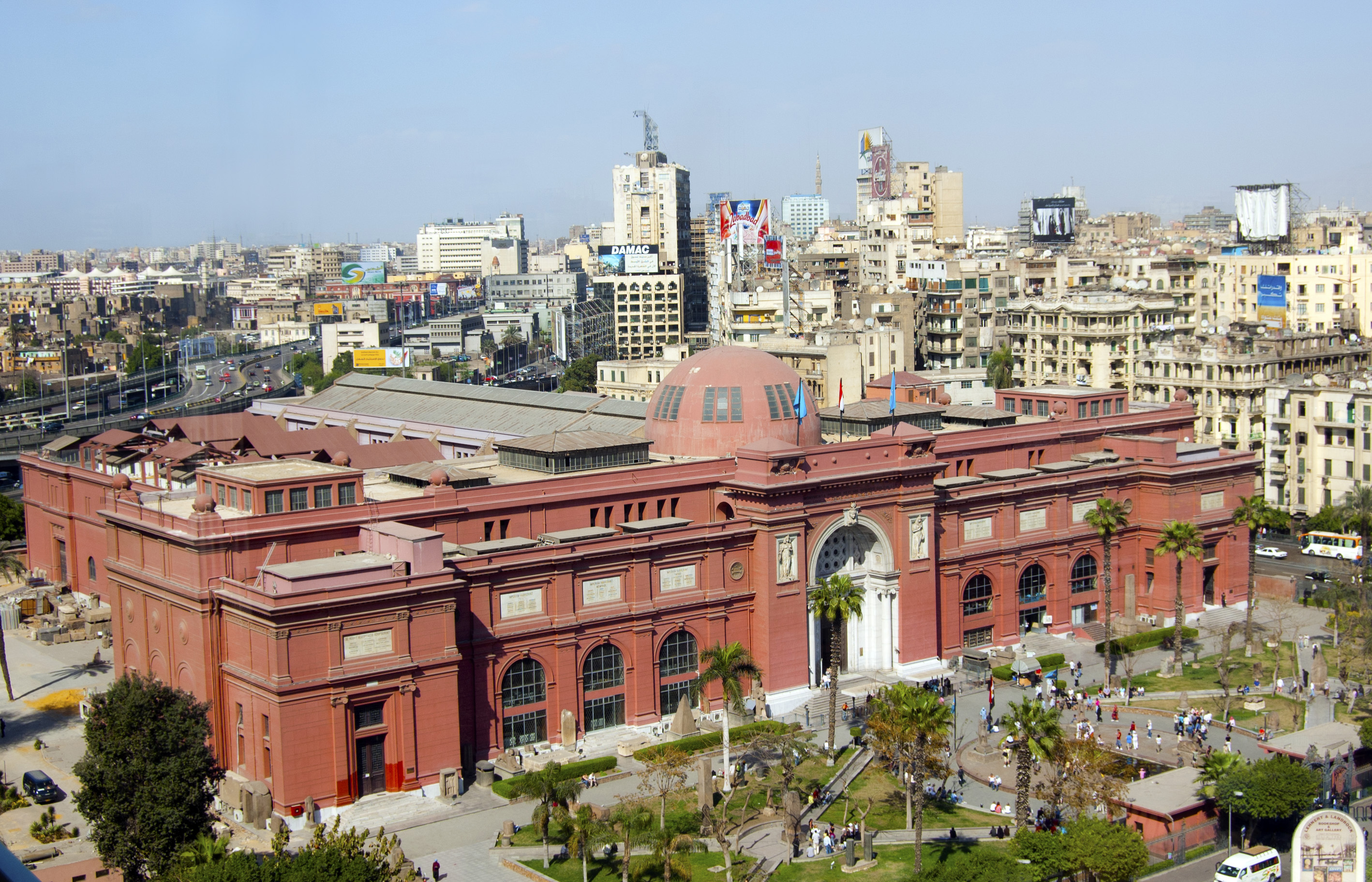
El Museo Egipcio de El Cairo.

El Museo Egipcio de El Cairo, recoge la mayor colección del mundo sobre el Antiguo Egipto, con más de 120 000 objetos.
Su historia comienza en 1798, debido a la expectación que levantó en Europa la expedición de Napoleón: durante el siglo XIX agentes de los cónsules europeos, como Drovetti o Belzoni buscaron y sacaron del país todo tipo de reliquias, hasta que en 1835 se creó el Servicio de Antigüedades de Egipto para proteger los monumentos y tesoros de la expoliación. Todas las piezas encontradas se fueron depositando primero en un edificio de la Azbaia y luego en La Ciudadela de Saladino. Desgraciadamente, esta primera colección fue entregada al duque Maximiliano de Austria por Abbas Pasha. En 1858 se abrió un nuevo museo en Boulaq, parte de cuya colección se perdió en una de las crecidas del Nilo. En 1878 los objetos salvados se trasladaron al Palacio de Ismail Pasha en Guiza.
En 1897 el arquitecto francés Marcel Dourgnon comenzó a edificar la actual sede, situada en la plaza Tahir. El museo se inauguró el 15 de noviembre de 1902, y experimentó un gran crecimiento a partir de 1922, con el descubrimiento de la tumba de Tutankamón por parte de Howard Carter.
Actualmente se está construyendo el Gran Museo Egipcio en Guiza, un complejo cultural de 50 hectáreas que contendrá más de 150 000 piezas. Cuando se inaugure, está previsto que el actual de la plaza Tahir quede como centro cultural. El gobierno egipcio tiene también prevista la apertura de otro museo en la zona de Al-Fustat, el Museo de las Civilizaciones Egipcias, con 50.000 piezas procedentes de las distintas culturas que se han sucedido en Egipto: faraónica, grecorromana, cristiana y musulmana.

### Museo de Arte Moderno

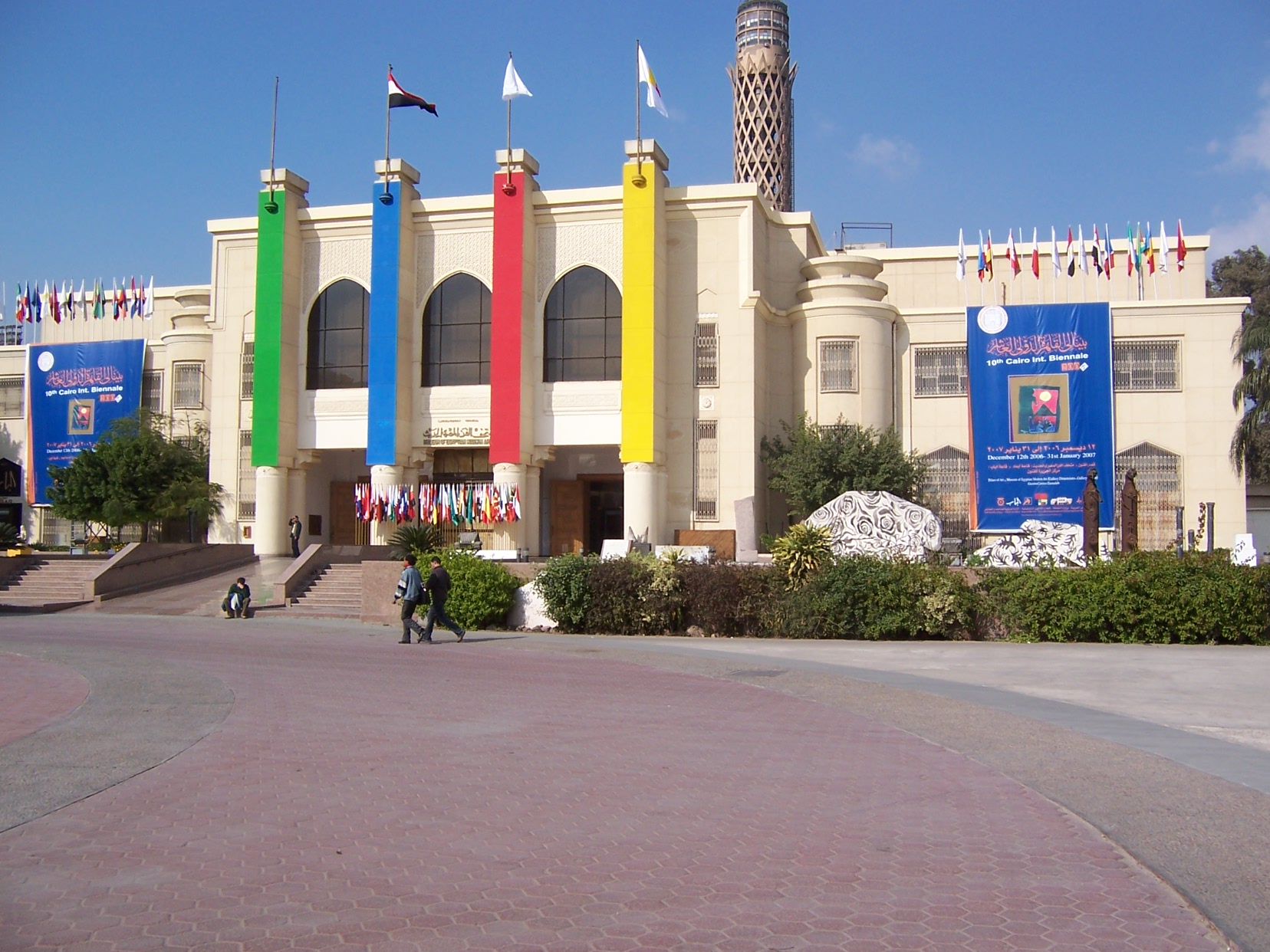
Museo de Arte Moderno de El Cairo.

Es un edificio de tres plantas que se encuentra en el complejo cultural Opera House, y la mayor parte de sus obras datan de principios del siglo XX. Desde el decenio de 1950 los artistas egipcios han evolucionado en tres direcciones principales: la interpretación de estilos académicos derivados de una inspiración neoclásica y egipcia, la adhesión a las tendencias de arte modernas como post-impresionismo, cubismo, surrealismo y expresionismo y la estética del arte popular, del folclore.
La planta baja tiene obras de los más conocidos artistas egipcios, entre otros están representados:
- Mohamed Owais, con su obra Retrato de un parado, realizada en 1989 cuando el paro era uno de los mayores problemas del país.
- Mohamed Sabry, con su representación de la puerta Bab Zuwayla.[14]
- Gazebya Serry, con Bastet, un retrato abstracto de la diosa.
- Ingy Aflaton, con Maternidad.
- Zakana El Zieny, con Hunber, la imagen de un hambriento asomado a una lata de comida y otros muchos.

En el museo se observa que el tema más tratado por los artistas locales es la representación de la vida cotidiana.

### Patrimonio de la Humanidad: el centro histórico

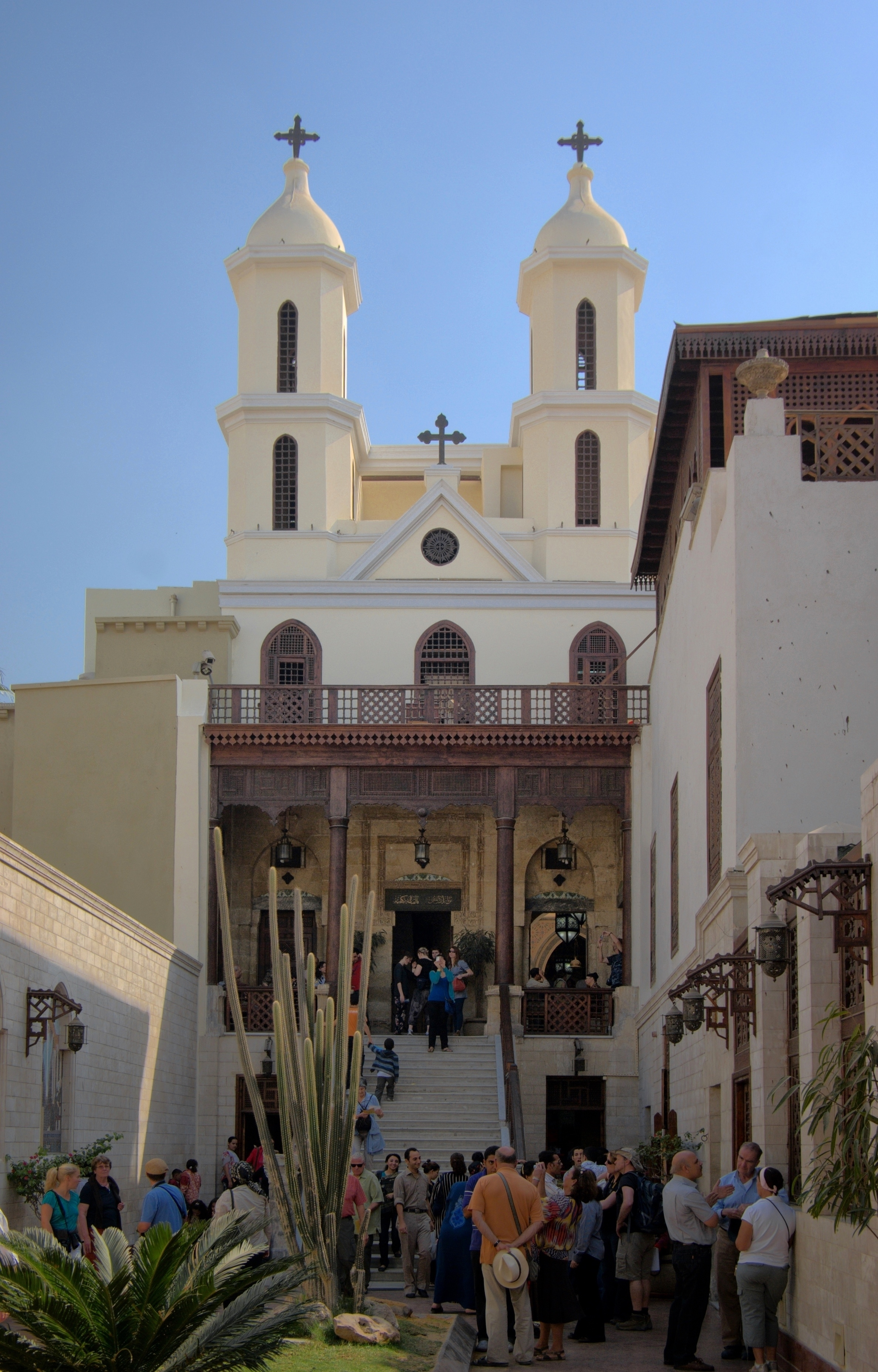
La Iglesia Colgante

En 1979, el centro histórico de El Cairo fue declarado Patrimonio de la Humanidad por la Unesco, con el nombre de El Cairo Histórico.
Allí también se encuentra el barrio cristiano, el barrio copto.

#### Barrio copto
Los coptos aparecieron en el siglo IV con los primeros cristianos. El barrio copto está en la parte antigua de la ciudad, surcado por callejuelas, y en él se pueden encontrar muchas iglesias donde se sigue el rito copto:
- La iglesia de Santa María, siglo IV, conocida como Iglesia Colgante (Al Muallaqa), es el templo cristiano más antiguo de la ciudad.
- La iglesia de San Sergio, siglo V, construida sobre una cueva que, según la tradición, cobijó a la Sagrada Familia.
- La capilla de Santa Bárbara.
- La iglesia y monasterio de San Jorge.

Aquí se encuentra también la sinagoga Ben-Ezra (siglo VII), la más antigua de Egipto, y la fortaleza de Babilonia.
En el barrio se encuentra el Museo Copto, donde se están depositados los manuscritos de Nag Hammadi, 1200 papiros del siglo IV escritos en copto. Situado en un jardín dentro de la antigua fortaleza romana de Babilonia, sus habitaciones interiores están decoradas con biombos de madera tallada (conocidas localmente como mashrabiyya).

#### Ciudadela de Saladino

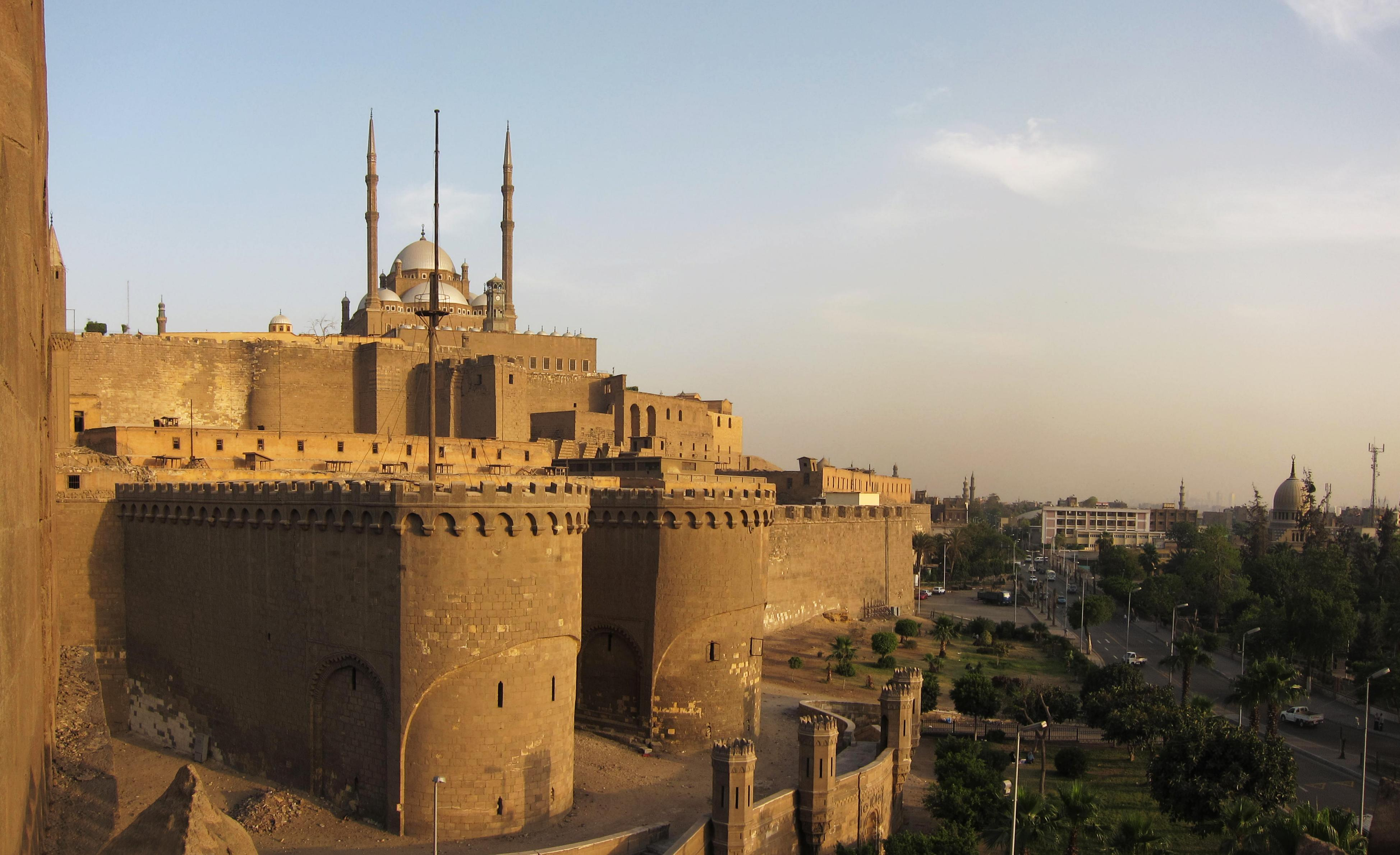
Ciudadela de Saladino.

La ciudadela está situada en un cerro, Muzzattam. Fue el refugio de todos los gobernantes desde Saladino en el siglo XII hasta Mehmet Alí en el siglo XIX.
La fortaleza y las murallas del lado este fueron construidas por Saladino en 1176, y fue ampliada hacia el oeste, donde se encuentran la mezquita del sultán Hassan y la puerta principal. En la parte sur están los palacios: esta zona fue ampliada por Mehmet Alí, que construyó la mezquita de Alabastro, completamente cubierta de este material tanto en su interior como en el exterior y que decoró con mármol y grabados sobre estuco. Consta de una gran cúpula central sostenida por cuatro columnas y otras cúpulas menores alrededor. Tiene dos minaretes de estilo otomano, un gran patio con fuente para abluciones y una torreta con reloj que, curiosamente, nunca funcionó.
En la ciudadela se encuentran también los museos de armas y carrozas, el pozo Bir Usef y la mezquita Sidy Sariah. Destaca también la mezquita de Mohammed Ali, con una gran cúpula central, la mezquita de al-Nasir o el Pozo de Yusuf.

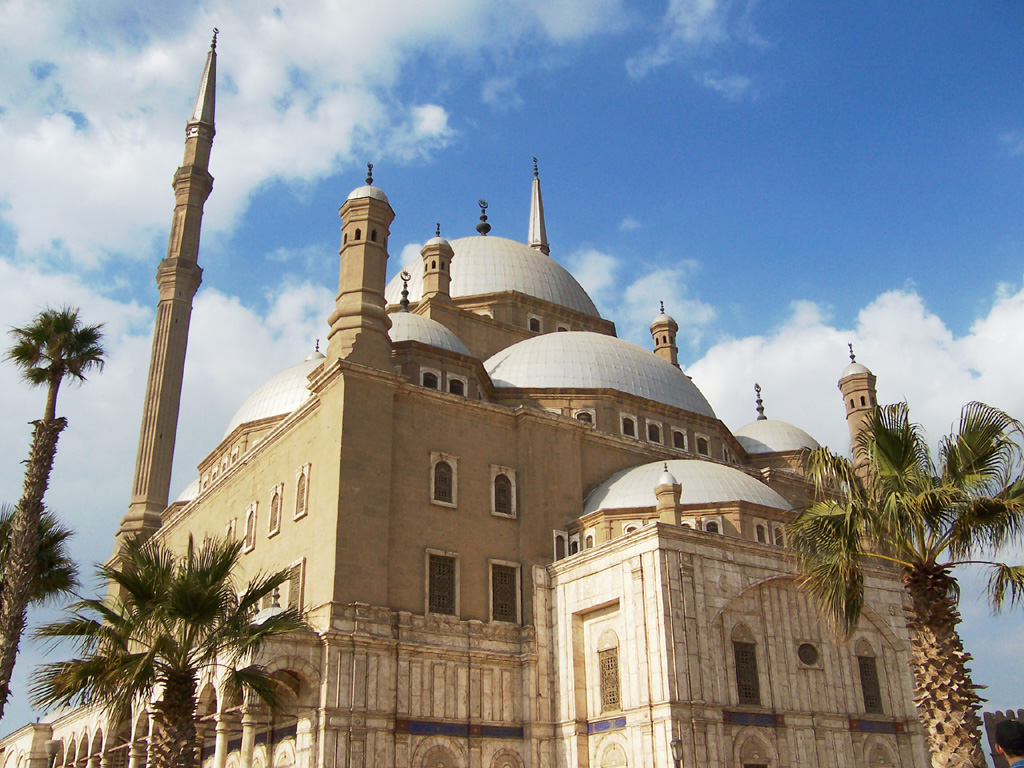
La Mezquita de Muhammad Alí.

La mezquita de Muhammad Alí fue construida en 1824, finalizando su construcción en 1848. Su alto emplazamiento, en la ciudadela, hace que sea fácilmente distinguible desde muchos puntos de la ciudad, otorgándole una sensación de cierto poder político. Según un plano del arquitecto griego Yusuf Bushnaq, la construcción trató de imitar las pautas seguidas para el levantamiento de la mezquita Yeni Valide de Estambul más de doscientos años atrás, ya que, por entonces, la ciudad estaba bajo régimen otomano. El nombre de la mezquita se debe a Mehmet Alí, rey egipcio entre 1805 y 1849, y en el interior de la mezquita, en el patio, se encuentra un reloj que el rey Luis Felipe de Francia entregó a cambio del obelisco situado en la Place de la Concorde de París.

#### Jan el-Jalili

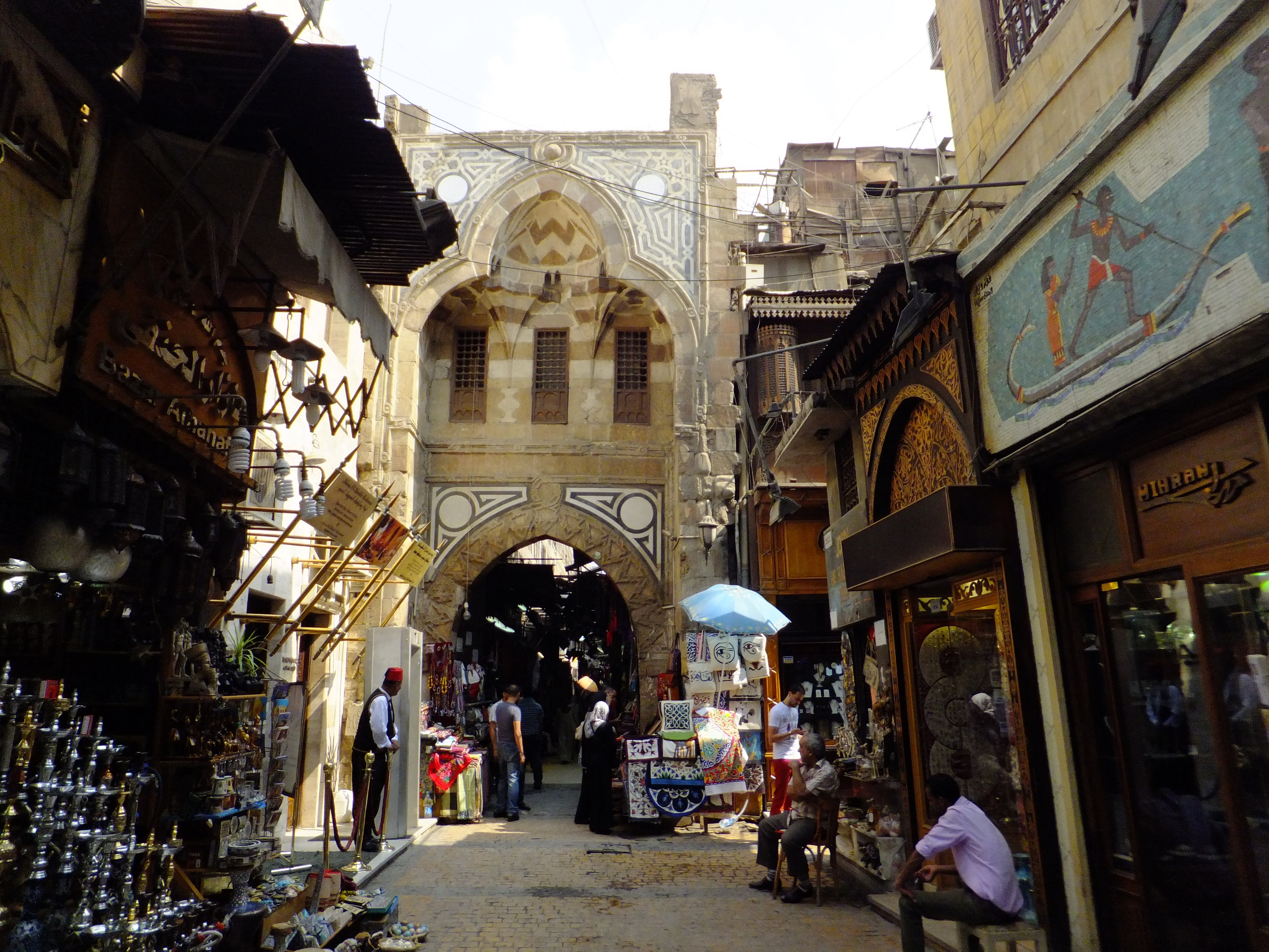
El mercado de Jan el-Jalili.

Es un área comercial antigua, un inmenso zoco de estrechas callejuelas con miles de pequeñas tiendas atestadas de mercancías: zapatillas, pañuelos, pipas de cristal, especias, joyas, con sus calles repletas de gente, mesas a las puertas de los cafés, donde algunos comercios contienen también sus propios pequeños talleres de manufacturas.
Junto con el mercado de Al-Muski, situado al oeste, forma el área de compras más importantes de la ciudad. Pero más que eso, representa la tradición que convirtió a El Cairo en un centro importante de comercio, al dar a los comerciantes extranjeros un lugar fijo para exponer sus mercancías. En el bazar se encontraban las especias, cuyo mercado monopolizaban los mamelucos hasta que portugueses y españoles encontraron rutas alternativas.
El zoco se fundó en 1382, cuando el emir fatimí Dyaharks el-Jalili construyó una caravanserai o fonda para viajeros mercaderes y generalmente un foco de actividad económica para sus alrededores; y que hoy perdura. Otro lugar de descanso es el café El-Fishawi (de los espejos), abierto las 24 horas desde hace doscientos años, lugar de reunión para los artistas locales que era frecuentado por Naguib Mahfuz, premio Nobel de Literatura y uno de los autores más conocidos de Egipto.
El mercado era también un centro de reunión para grupos rebeldes, hasta que el sultán Ghawri lo reconstruyó y modernizó en el siglo XVI.

## Arquitectura

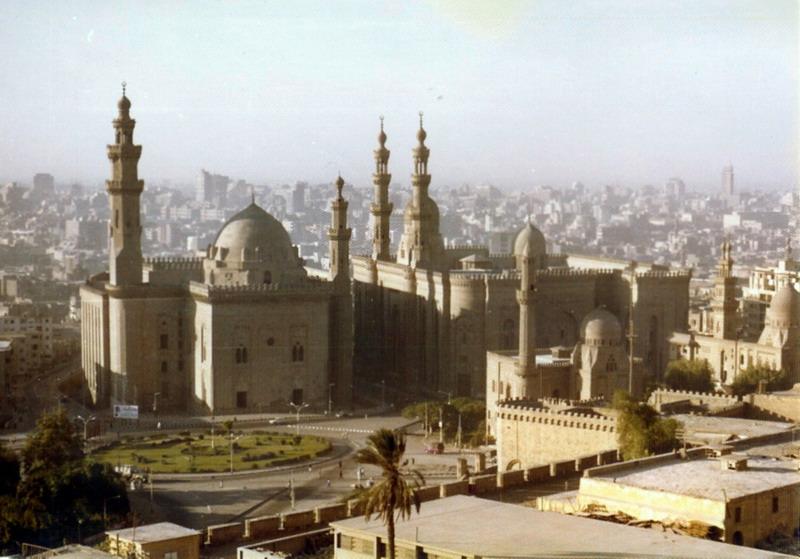
Mezquita-Madraza del Sultán Hasán.

La ciudad de El Cairo recibió más de nueve millones de turistas en 2006. Varias de las principales atracciones de la ciudad se aglomeran en el denominado centro histórico, Patrimonio de la Humanidad por la Unesco. Sin embargo, hay otros puntos fundamentales del turismo cairota que no están situados en su centro histórico.

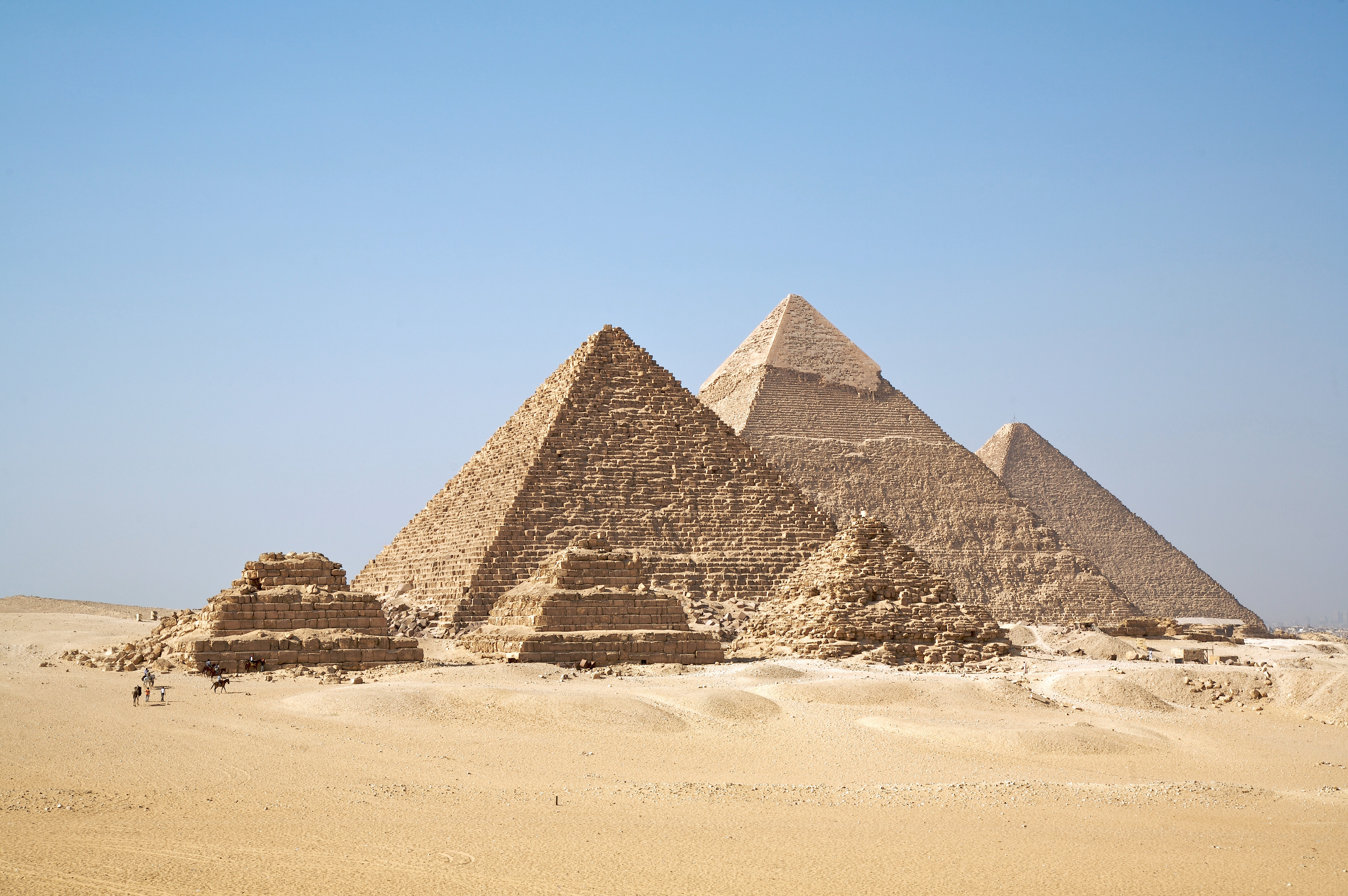
Pirámides de Guiza.

Evidentemente, el reclamo de la ciudad y del país son las pirámides de Guiza, situadas a unos veinte kilómetros al suroeste de la capital. La Gran Pirámide de Keops es considerada como una de las Siete Maravillas del Mundo Antiguo y la única que permanece aún en pie. Su misión fue acoger el sarcófago del faraón Keops y se estima que para su construcción se emplearon cerca de 2,5 millones de bloques de piedra caliza. Algo más alejadas de las vecinas pirámides de las reinas se encuentran las dos grandes pirámides de Kefrén y Micerinos.
La puerta sur de Bab Zuwayla, situada en el Cairo Islámico, es el último resquicio que perdura de la ciudad fatimí de Al-Qāhira. En sus orígenes, los mamelucos hacían aquí públicas sus ejecuciones mortales, pero a partir del siglo XIX el lugar fue elegido por el santo Mitwalli para la realización de sus milagros. Hoy en día, la población y los turistas clavan en la puerta un mechón de pelo o un trozo de sus prendas con la finalidad de ver cumplidos sus ruegos. También en el Cairo Islámico se encuentra Bayn al-Qasryn, la que era principal plaza pública de la ciudad en el Medievo. En ella se erigen varios palacios mamelucos, destacando el Mausoleo y Madraza de Qalaun, cuyo origen se remonta a 1279.

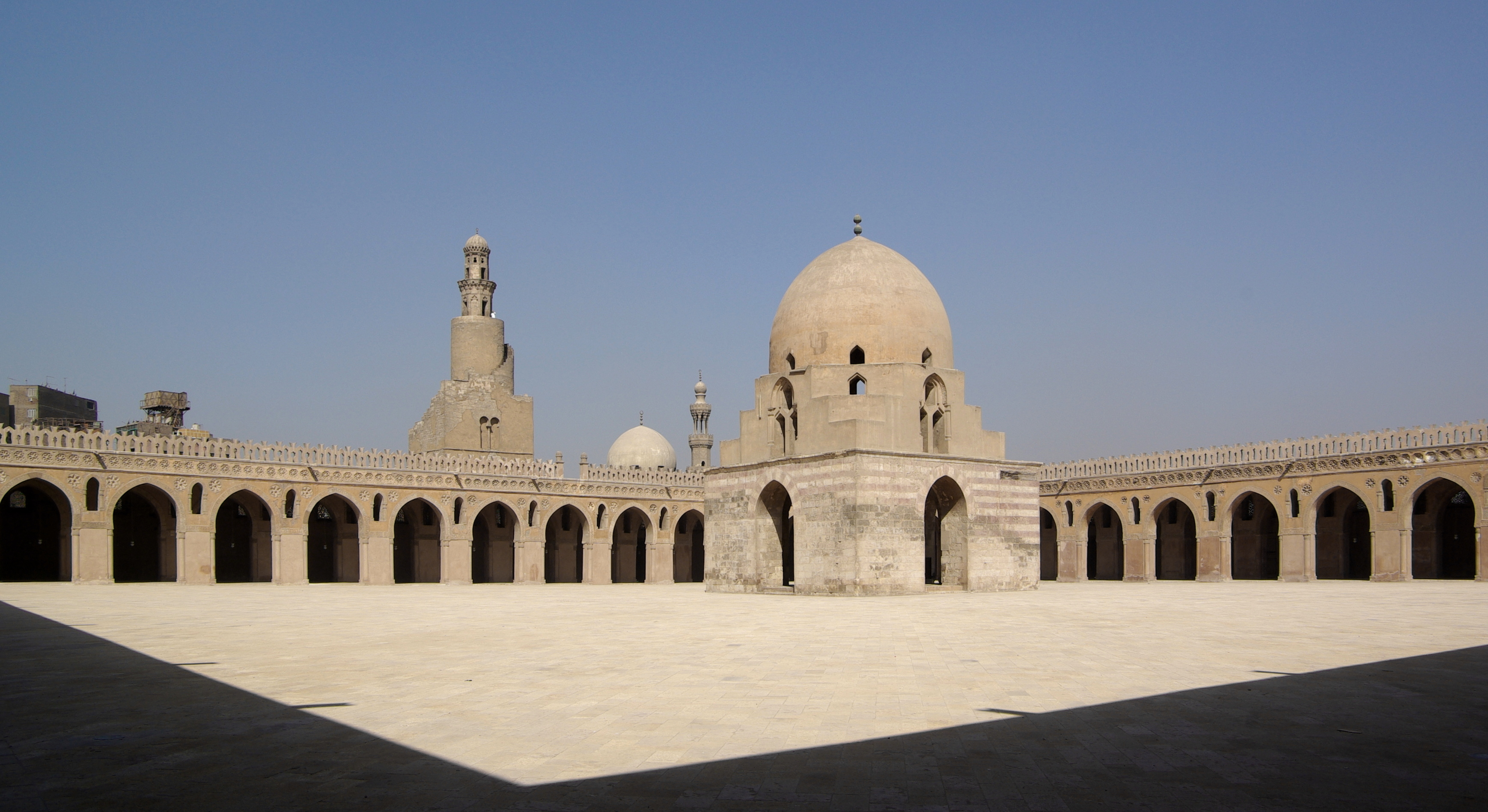
Mezquita de Ahmad Ibn Tulun.

La mezquita de Ahmad Ibn Tulun es la más antigua de la ciudad, construida en 879, y la que se encuentra en mejor estado de conservación. Ordenada erigir por el general Ahmad Ibn Tulun, la mezquita se convirtió en un referente de Oriente y en una de las más importantes de la época. Ocupa 2,4 hectáreas y la única parte que ha sido sensiblemente restaurada es el mihrab, pero manteniendo elementos originales como arcos, soportes y la configuración en general. También es notable la Mezquita-Madraza del Sultán Hasán, una de las más grandes del mundo gracias a sus 7900 m² de extensión. Es uno de los edificios de origen mameluco más importantes de toda la ciudad y fue construido entre 1356 y 1363.
Muy conocidos son los mercados y zocos cairotas. El mercado más importante es el de Jan El Jalili, situado en el Cairo islámico, donde las sedas y las especias son los productos más demandados. El zoco de An-Nahassin es uno de los más populares, debido a su gran oferta de objetos de cobre y latón. También es importante el zoco de as-Sagha.

## Calidad de vida

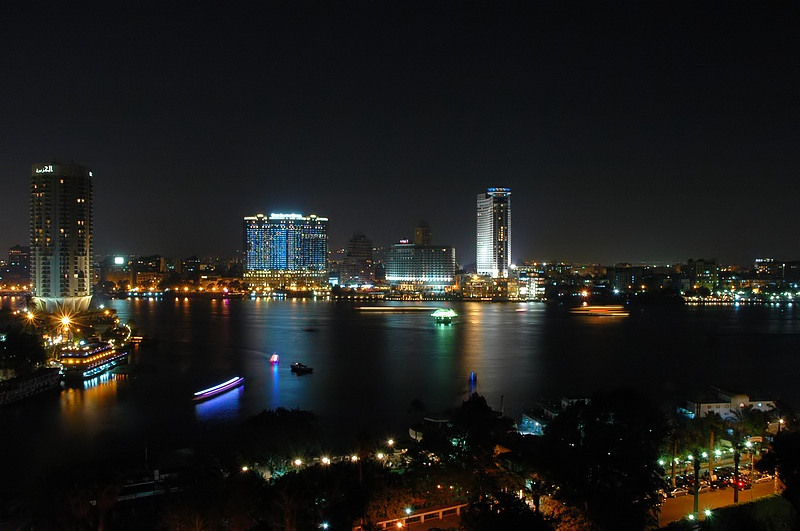
Vista nocturna de El Cairo.

### Salud
En El Cairo, así como la vecina Guiza, se encuentran los centros sanitarios más importantes y avanzados del país. Entre los hospitales más importantes de El Cairo están el As-Salam International Hospital-Corniche El Nile; el Maadi (el hospital privado egipcio más importante); el Hospital Universitario Ain Shams; el Dar El Fouad y el Hospital General Qasr El Ainy.

### Educación
La ciudad es la más importante del país, e incluso del mundo árabe en cuanto a formación educativa mediante colegios, institutos y universidades internacionales.
Algunas de las escuelas internacionales de El Cairo:
- El Alsson School (EA)
- Deutsche Evangelische Oberschule (DEO Cairo)
- Deutsche Schule der Borromäerinnen (DSB Cairo)
- American International School (AIS Cairo)
- Colegio Británico Internacional de El Cairo (BISC)
- International School of Choueifat
- Collège de la Sainte Famille (CSF)
- Nuevo Colegio Británico Internacional de El Cairo (NCBIS)
- Rajac Language and American Schools (RLS)
- Cairo American College (CAC)
- British Book Center International School (BBC)
- Maadi English School (MES)

Universidades en El Cairo:
- Universidad Al-Azhar
- Universidad Ain Shams

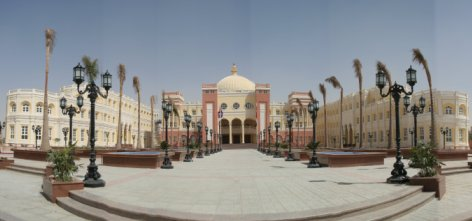
La Universidad Británica de El Cairo.

- Universidad Americana en El Cairo (AUC)
- Universidad Rusa de El Cairo
- Academia Árabe de Ciencia, Tecnología y Transporte Marítimo
- Universidad Británica de Egipto (BUE)
- Canadian International College (CIC)
- Universidad de El Cairo
- Universidad Alemana de El Cairo (GUC)
- Universidad Helwan
- Universidad Internacional de Egipto, Misr International University (MIU)
- Universidad de Ciencia y Tecnología de Egipto/Misr (MUST)
- Universidad del Nilo
- Universidad Sekem
- Universidad de Ciencias Modernas y Arte (MSA)

## Transporte
Es el centro neurálgico de las comunicaciones en Egipto. Es la única ciudad de África que posee un sistema de transporte subterráneo metropolitano, el Metro de El Cairo. El Aeropuerto Internacional de El Cairo se encuentra al este de la ciudad, cerca de Heliópolis.

### Aéreo
Cuenta con el Aeropuerto Internacional de El Cairo, ubicado cerca del distrito de Heliópolis, a unos 22 kilómetros al noreste de la ciudad y consta de dos terminales. La antigua terminal, la 1, a su vez está dividida en cuatro terminales de vuelos nacionales e internacionales. Tres de ellas las ocupa, casi exclusivamente, EgyptAir y la cuarta queda reservada para vuelos privados. La terminal 2, de reciente creación, sirve al resto de compañías internacionales y está dividida en tres edificios, separados unos de otros por 3 kilómetros pero con servicio de autobuses gratuito que las conecta.

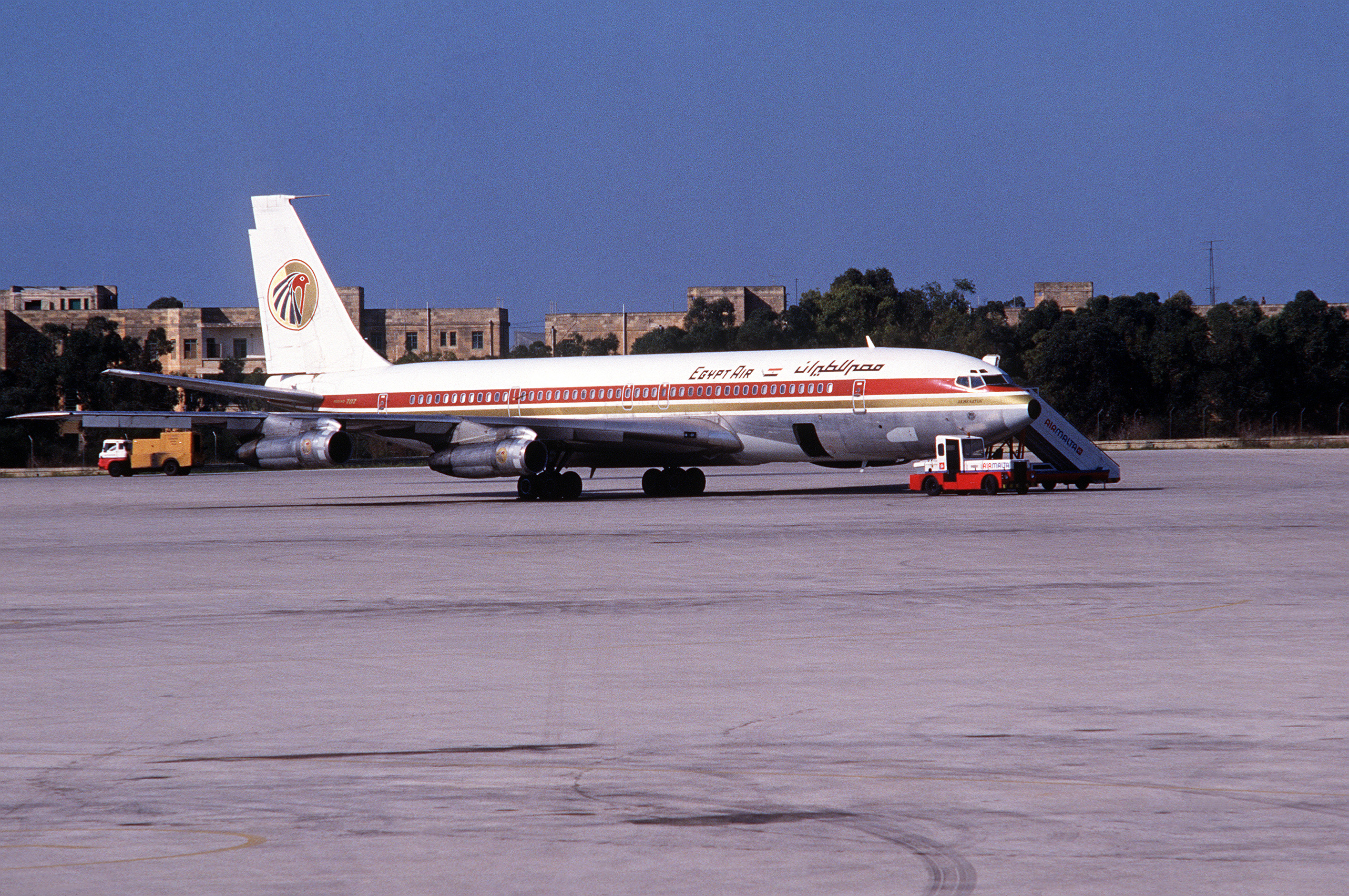
Boeing 707 de EgyptAir.

El aeropuerto cairota anunció la ampliación de sus instalaciones con una nueva terminal más, la 3, que quedará finalizada a mediados de 2008. Su construcción se realizó junto a la terminal 2 y quedará unida a ésta mediante por un puente. La nueva T3 servirá a vuelos nacionales e internacionales y estará equipada con las últimas tecnologías como el sistema de embarque y control migratorio controlado por parámetros biométricos, servicio que está presente en los principales aeropuertos del mundo. Además, la Cairo Airport Company ha iniciado un exigente plan de mejora en las infraestructuras del aeropuerto que incluye la creación de una cuarta pista, una nueva torre de control de tráfico aéreo, un hotel, un centro comercial, la ampliación de las plazas de aparcamiento y una Ciudad de las Mercancías.
Su aeropuerto es el segundo en tráfico aéreo del continente africano, tras Johannesburgo, Sudáfrica. Los resultados arrojaron que 10,8 millones de pasajeros pasaron por el aeropuerto cairota en 2006 y 10 millones en 2007, cantidades que pretenden duplicarse con la implantación de la T3 hasta llegar a los 22 millones de usuarios anuales.

### Tren

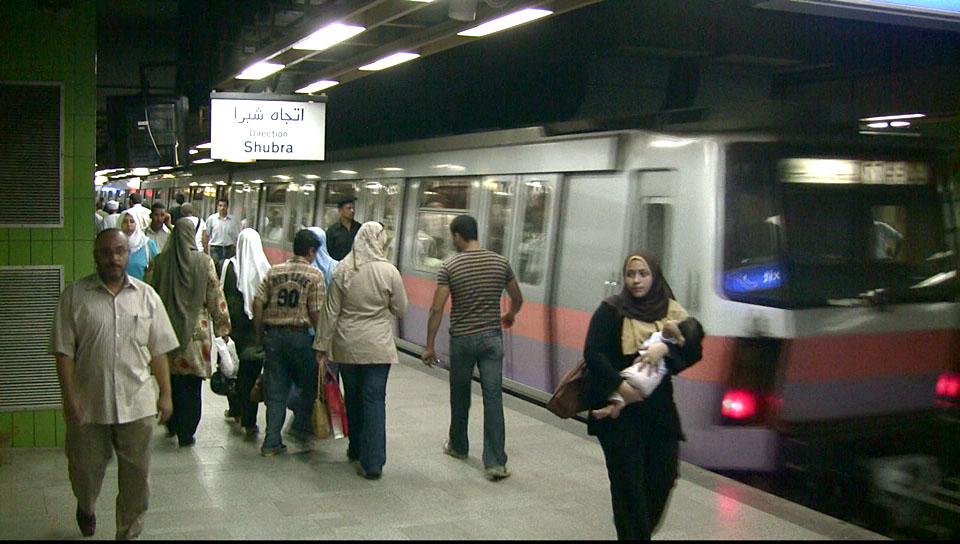
Metro de El Cairo.

El sistema ferroviario cairota cuenta con un servicio de trenes que conectan la capital con los principales puntos del país. Además, la ciudad posee su propio sistema de metro.
La Egyptian State Railway es la compañía nacional de los ferrocarriles. Desde ella hay conexiones ferroviarias con las principales ciudades egipcias como Alejandría, Luxor y Asuán. También existe la posibilidad de realizar el trayecto a ciudades como Luxor y Asuán con trenes nocturnos mediante Abela Egypt. Todos los trayectos paran en la principal estación cairota, la Estación de Ramsés, en Midan Ramses.
El Metro de El Cairo fue el primer servicio metropolitano de África. Nació en 1987 y consta de dos líneas. La línea 1 une el barrio de El-Marg, en el centro de El Cairo, con la zona industrial de Helwan, al sur. La línea 2 conecta El Mounib con Shobra. El metro cairota anunció la ampliación del servicio con cuatro líneas más proyectadas para los próximos 30 años. En total serán 92 kilómetros más de nuevas vías para los usuarios.

### Carreteras
La red de carreteras que conecta El Cairo con las principales urbes del país es buena y eficiente. Las carreteras más importantes son la autopista 1 o carretera del Delta, cuyo destino es Alejandría; la autopista 11 o del desierto, también hasta Alejandría y la costa del noroeste; la carretera 2 a Luxor; la carretera 3 hasta Puerto Saíd y la carretera 33 con destino a Suez. Sin embargo, el resto de tipo de vías es pobre, con asfaltos de mala calidad y baches peligrosos.

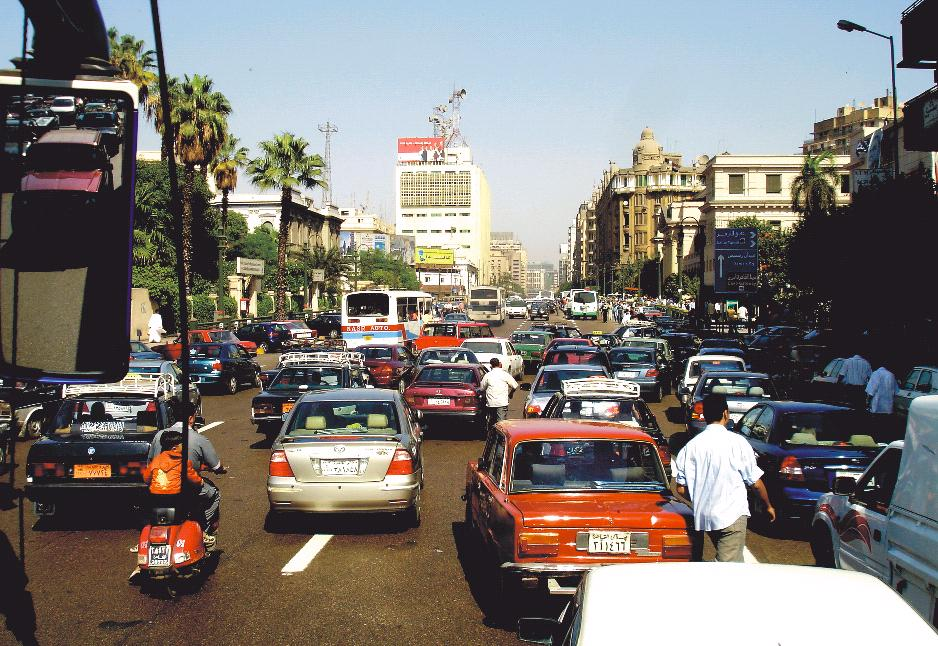
El tráfico es muy intenso en El Cairo.

Dentro de la propia ciudad, la conducción es realmente peligrosa, llegando a ser incluso temeraria. Los cairotas adelantan en cualquier situación incumpliendo las estrictas normas de circulación, pero que en muy pocas ocasiones castigan a los infractores. La hora punta no puede distinguirse, ya que a todas horas se producen atascos. Por la noche la conducción se hace especialmente peligrosa, ya que los conductores solo utilizan las luces para emitir destellos a los vehículos que deben apartarse.
Las líneas de autobuses ofrecen buena cobertura. Las principales empresas de autocares son East Delta Bus Company, Superjet, Upper Egypt Bus Company y West Delta Bus Company. Las terminales más importantes son Abdel Mouneem Riyad, también conocida popularmente como la terminal Ramses Milton por su proximidad a ese hotel, con rutas a Alejandría, Hurgada, Asuán y Luxor. La Terminal de Autobuses de Sinaí o Estación Abbassiyya cubre los trayectos a ciudades como la mencionada Sinaí, Sharm el-Sheikh y Nuweiba. La Terminal de Autobuses de Koulali es la encargada de conectar las regiones del Canal de Suez y del Delta del Nilo. Por último, en la Terminal de Al-Azhar los autobuses parten hacia la zona del desierto occidental.
También existen servicios de microbuses privados, un híbrido de taxi y autobús público; además de los habituales autobuses públicos que cubren las principales estaciones y puntos de la ciudad y que sin embargo no gozan de buena fama debido a su saturación de pasajeros.

## Deporte

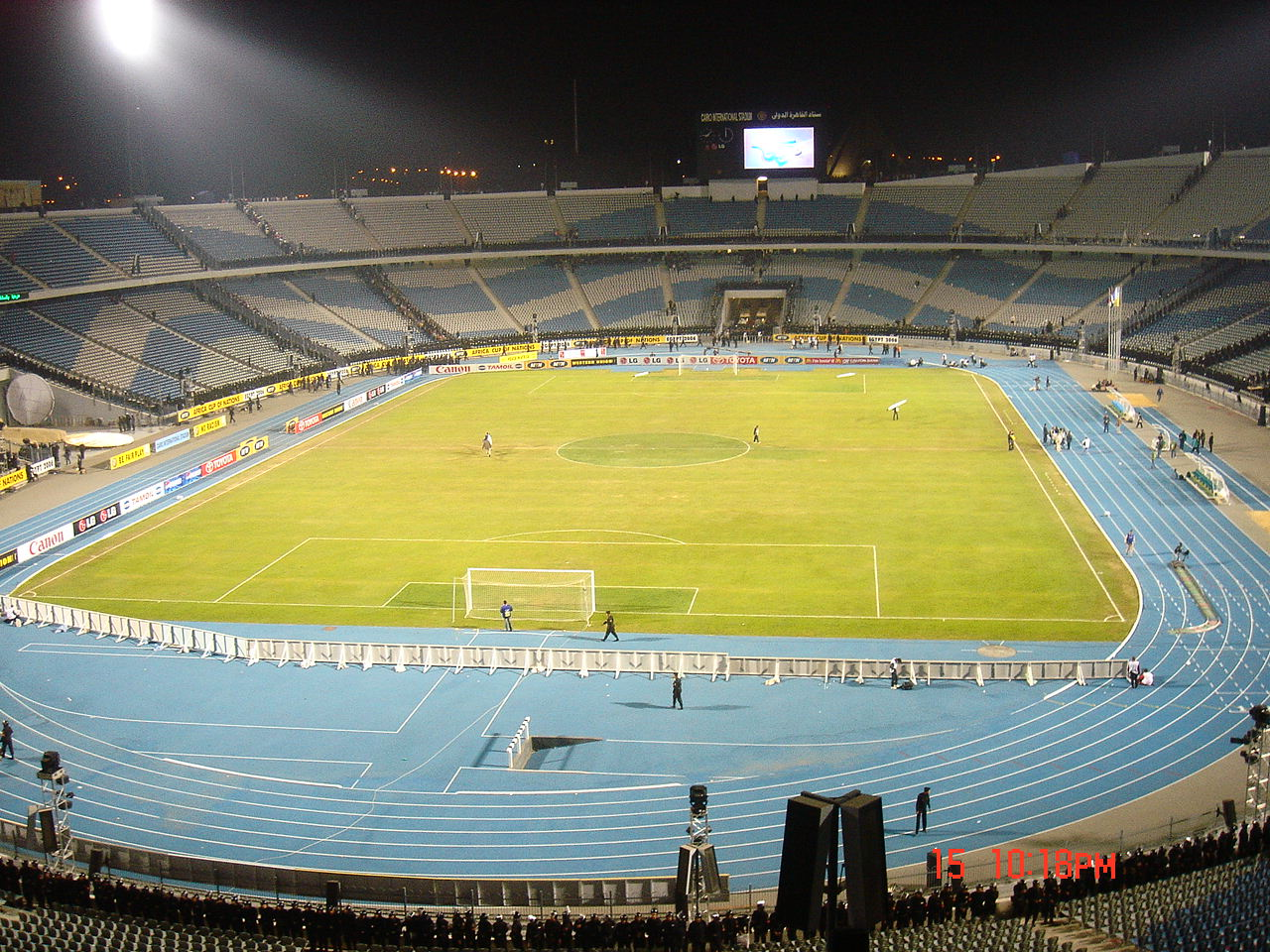
Estadio Internacional de El Cairo.

El fútbol es el deporte más popular entre los cairotas. La ciudad alberga a los dos colosos del fútbol egipcio, el Zamalek y el Al-Ahly, y de todo el continente africano en número de títulos internacionales, pues entre ambos suman 11 títulos del palmarés de la Liga de Campeones africana con un entorchado más el Al-Ahly por encima del otro equipo. La rivalidad entre ambos clubes es enorme ya que, al margen de los títulos, el Al-Ahly es el equipo de las clases media y trabajadora, mientras que el Zamalek es el equipo de la clase alta cairota.
Ambos juegan como locales en el Estadio Internacional de El Cairo, ubicado en el suburbio de Ciudad Nasr, remodelado en 2005 y con capacidad para 75 000 espectadores. Es uno de los mayores y más modernos estadios de África, siendo sede, también, de la selección nacional egipcia. La ciudad cuenta con otro estadio más, el de la Academia Militar. En 2009, el viejo estadio fue reconstruido con motivo de la celebración del Mundial de fútbol Sub-20 de 2009. Ambos estadios fueron sedes de la Copa Africana de Naciones 2006 celebrada en Egipto y ganada finalmente por un equipo local.
La mayoría de los entes rectores del fútbol egipcio y africano tienen su sede en El Cairo o alrededores. La Egyptian Football Association (Asociación egipcia de fútbol) es una de las federaciones más importantes con sede en la capital tras la marcha de la Confederación Africana de Fútbol, que se mudó recientemente a la Ciudad del 6 de octubre, pequeña localidad a las afueras de El Cairo.

## Ciudades hermanadas
El Cairo tiene acuerdos de amistad con las siguientes ciudades:
- Fráncfort (Alemania, 1979)
- Stuttgart (Alemania, 1979)
- Madrid (España, 1980)
- Nueva York (Estados Unidos, 1982)[31]
- París (Francia, 1992)
- Estambul (Turquía, 1988)
- Amán (Jordania, 1988)[32]
- Ottawa (Canadá, 1989)
- Tokio (Japón, 1990)
- Pekín (China, 1990)
- Seúl (Corea del Sur, 1997)
- Xian (China, 1997)
- Minsk (Bielorrusia, 1998)
- Houston (Estados Unidos, 1998)
- Ciudad de México (México, 1999)

Carta de intención para la cooperación
- Barcelona (España, 1993)[30]

| Predecesor: Washington D. C. | Sede de las Sesiones del Comité del Patrimonio de la Humanidad 1980 junto a Luxor | Sucesor: París |